# Фауна Ізраїлю

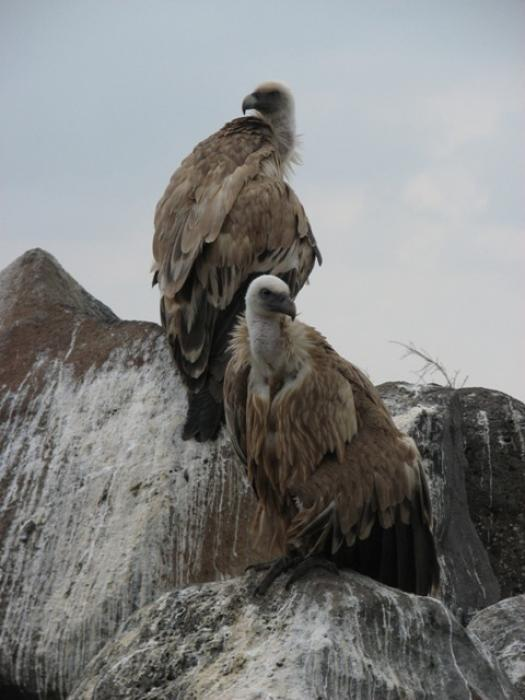
Білоголові сипи; сфотографовані поруч з фортецею Бельвуар, Ізраїль

Фауна Ізраїлю — один з основних компонентів природи Ізраїлю. В Ізраїлі зафіксовано понад сто видів ссавців, близько ста видів рептилій, більше 500 видів птахів (з яких понад 200 видів виводять в Ізраїлі пташенят) і близько 30 тисяч видів безхребетних. При цьому для Ізраїлю ендемічні 3 види ссавців, 2 види земноводних, 14 % видів плазунів і більше десятка видів прісноводних риб; кількість видів морських риб, ендемічних для вод Червоного моря біля берегів ізраїльського порту Ейлат, наближається до двохсот.
Розмаїття тваринного світу Ізраїлю обумовлене положенням країни на «мосту» між Євразією та Африкою, різноманіттям географічних і кліматичних зон і впливом людини. Типова для сучасної Східної Африки фауна савани, яка панувала у цьому регіоні в кінці еоцену і початку пліоцену, пізніше змішалася з азійськими видами. Надалі на склад тваринного світу регіону впливала людська діяльність, що включала обробку землі, сільське господарство, полювання та інтродукцію нових видів. Ця діяльність, особливо активна в XX столітті, поставила 35 відсотків видів хребетних Ізраїлю під загрозу зникнення, і зараз в країні робляться зусилля по збереженню тваринного світу та реінтродукції ряду вже зниклих видів.

## Біорізноманіття
Фауна Ізраїлю різноманітна навіть за світовими стандартами: на невеликому просторі вживаються численні види тварин і рослин. У загальній складності в Ізраїлі спостерігалися близько 3,5 % відомих у світі видів тварин і рослин, в основному завдяки близькості до двох багатих на біологічні види морів — Середземного і Червоного. В Ізраїлі зафіксовано більше ста видів ссавців (в їх числі 33 види кажанів), понад сто видів плазунів і більш 500 видів птахів (з яких понад 200 видів гніздяться і виводять пташенят в Ізраїлі), а також близько 30 тисяч видів безхребетних. В Ізраїлі спостерігалася така ж кількість видів птахів, як у Каліфорнії, але вона в 20 разів перевершує Ізраїль за площею.
Біорізноманіття Ізраїлю часто називають унікальним, хоча в публікаціях 2009 і 2011 років дослідники Тель-Авівського університету показують, що воно не є виключним для країни даного розміру, розташованої в південній частині Палеарктичного біогеографічного регіону. Різноманіття фауни і флори спричинене положенням країни на стику трьох природних регіонів: Європейсько-Середземноморського, Ірано-Туранського і Східно-Африканського, на вузькому «мосту» між Євразією та Африкою, по якому з найдавніших часів проникали з півночі, півдня і сходу нові види тварин. Для багатьох із видів, що мешкають в Ізраїлі (у тому числі для більшості ссавців) ця країна є крайньою географічною точкою їх поширення. До теперішнього часу по регіону, де розташований Ізраїль, проходять шляхи масових морських і повітряних міграцій. Міністерство по охороні навколишнього середовища Ізраїлю повідомляє, що згідно з однією з класифікацій в Ізраїлі налічується 46 видів екосистем, об'єднаних в 11 різних категорій. Можливість співіснування різних видів на обмеженому просторі пояснюється не тільки географічним і кліматичним різноманіттям природи країни, але і впливом людини. Постійні завоювання цих земель все новими загарбниками вели до знищення рослинного покриву, а з ним і багатьох видів травоїдних і хижаків, а на їх місце приходили нові, більш пристосовані для виживання, в тому числі і завезені завойовниками. Фауна Землі Ізраїльської змінюється постійно і навіть зараз відрізняється від тієї, що існувала в роки турецького панування і британського мандата.

## Палеонтологічні знахідки
Перші сухопутні представники фауни на території сучасного Ізраїлю з'являються в еоцені, коли ця територія піднялася над рівнем моря. В цей період вона пов'язана тільки з афро-аравійським масивом, і саме з його представників (таких, як даман і тіляпія), складається фауна цього часу.
В пліоцені і початку плейстоцену фауна Землі Ізраїльської нагадує фауну саван сучасної Східної Африки; у ній представлені білий носоріг, жирафа північна, бородавочник африканський, гіпопотам, антилопи і плямиста гієна. Під час плейстоцену на ці землі також проникли індійські види, зокрема, різні дикі бики, і представники фауни Середньої Азії та Південної Європи: вовк, борсук європейський, дикі віслюки, дикі коні і газелі.
По мірі чергування вологих і сухих кліматичних періодів на Близький Схід приходили то більш холодолюбиві види з півночі, гнані заледенінням, то види з сухого півдня. Зміни клімату супроводжувалися масовими регіональними вимираннями: дикі верблюди зникли з території сучасного Ізраїлю 35 тисяч років тому, гіпопотами — 10 тисяч років тому, вже в епоху неоліту. Знахідки в печері Ха-Йонім дозволяють визначити, що в цей період в регіоні мешкали також благородний олень, справжні бики, гірські козли і такі гризуни, як мишовидна соня Myomimus roachi і хом'як Mesocricetus aramaeus.
До кінця епохи неоліту на території Ізраїлю в основному складалася сучасна фауна, однак пізніше багато великих видів, такі, як лев, онагр, нільський крокодил та інші, зникли в результаті зведення лісів або були винищені людьми. Стародавні кам'яні знаряддя, знайдені в Убейдії, дозволяють припустити, що людина почала впливати на склад фауни Землі Ізраїльської більше мільйона років тому. Ряд інших видів знаходиться під загрозою зникнення донині.

## Біблійні та історичні свідоцтва
В біблійну епоху тваринний світ Землі Ізраїльської відзначався багатством і різноманітністю. У Біблії згадуються близько 130 видів тварин, з яких третину складають птахи і третина — ссавці. Багато видів великих тварин описані точно і детально. У Біблії згадуються лев (аріє, левія, шахал, гур, що був колишнім символом плем'я Юди), пантера (намер), вовк (зеев, що був колишній символом коліна Веніяміна), шакал (тан), середземноморська лисиця (шуал), сирійський ведмідь (дов), можливо, дюгонь або нарвав (припускають, що однією з цих тварин був біблійний тахаш, шкура якого використовувалася при виготовленні скинії Заповіту); десять травоїдних ссавців згадуються в числі дозволених в їжу у Второзаконні (на сьогоднішній день у світі існує близько 150 видів травоїдних, які відповідають критеріям кашрута). У число нечистих тварин, не дозволених до вживання в їжу, входять свиня і одногорбий верблюд. В даний час вважається, що біблійний шафан, включений в список некошерних тварин, назва якого традиційно перекладалась як «заєць», насправді є скелястим даманом, що й донині поширений в Ізраїлі. З біблійних часів відомі також полівки. У Біблії згадується і багато птиці, в тому числі перепілки (слав).
У Талмуді і Мішні згадуються такі ссавці, як гепард (барделас) і єгипетська мангуста (німія). Велика увага приділена також голубам. Саму Землю Ізраїлю в єврейських джерелах іноді називають Землею оленів (івр. ארץ הצבי).
Діючий в Єрусалимі Біблійний зоопарк у своїй колекції приділяє особливу увагу видам, які згадуються в Біблії, хоча в колекції представлені і інші тварини.

## Сучасний тваринний світ Ізраїлю

### Ссавці
За сучасними оцінками, три із приблизно ста видів ссавців Ізраїлю ендемічні для його території. В результаті людської діяльності лише впродовж XX століття з фауни Ізраїлю повністю зникли такі види ссавців, як бурий ведмідь (Ursus arctos, в Ізраїлі мешкав підвид syriacus), гепард (Acinonyx jubatus), водяна полівка (Arvicola terrestris) і очковий підковоніс (Rhinolophus mehelyi). Ще 4 зниклих в цей період часу види були успішно реінтродуковані в колишніх місцях проживання: козуля (Capreolus capreous), аравійський орикс (Oryx leucoryx), месопотамська лань (Dama dama mesopotamica) і кулан (Equus hemionus). Тюлені-монахи (Monachus monachus), для розмноження потребують піщані пляжі і в великій кількості траплялися у середземноморського узбережжя Палестини в XVI столітті, також вважалися винищеними на її території в XX столітті (в останній раз повідомлялося про спостереження тюленя-монаха біля берегів Ізраїлю в 1958 році), але в 2009, 2010 і 2012 роках після більш ніж 50-річної перерви була зафіксована їх поява біля берега Рош-га-Нікри, Нагарії та Гоф-га-Бонім. У прибережні води Ейлата зрідка запливають представники ряду сирен — дюгоні (Dugong dugon).
Ряд парнокопитних в даний час представлений 8 видами, що належать до трьох родин. Родина порожнисторогі представлена п'ятьма видами: нубійським гірським козлом (Capra nubiana), аравійським ориксом, водяним буйволом (Bubalus bubalis), звичайною газеллю (Gazella gazella з двома підвидами G. g. gazella і G. g. acaciae) і газеллю доркас (Gazella dorcas).
Родина оленевих представлена в Ізраїлі двома видами: козулею і іранською ланню. Раніше на Близькому Сході жив іранський підвид лані, але він зник з фауни Палестини в результаті безконтрольного полювання в кінці XIX — початку XX століття. Остання тварина в регіоні була, ймовірно, вбита у 1922 році на території сучасної Йорданії. Але ще в 1925 році можна було придбати на ринку Єрусалиму роги тварини, мабуть, привезені із-за Йордану. В результаті успішної реінтродукції поголів'я іранської лані в Ізраїлі перевищило 1/3 світової популяції і в 2010 році оцінювалося в 500 особин. Початок цьому процесу був покладений в другій половині 1970-х років, коли в Ізраїль було привезено кілька іранських ланей, в тому числі доставлених з Ірану напередодні революції. У 2005 році з стада Єрусалимського зоопарку в долину потоку Сорек в районі Єрусалиму було випущено кілька особин, але зважаючи на неуспіх експерименту процес реінтродукції в цьому районі був припинений. З відновленням програми у 2013 році в районі Єрусалиму знову були випущені шість особин. Навесні 2015 року з метою створення третього вогнища популяції в ліси на горі Кармель були випущені вісім особин іранської лані.
Причиною зникнення козулі з фауни Ізраїлю на початку XX століття стало неконтрольоване полювання, головним чином з боку темплерів з Німецької колонії Хайфи. Принесена ними в Палестину традиція недільного полювання стала фатальною для місцевої популяції, що збереглася лише у лісах Кармеля і Галілеї. Остання зустріч з косулею в Палестині датується 1912 роком — тоді мисливцями був вбитий дворічний самець. У 1980-х роках було прийнято рішення про початок програми по реінтродукції виду в природу Ізраїлю. У зв'язку з повним зникненням раніше населяючого Близький Схід підвиду Capreolus capreolus coxi було ухвалене рішення про створення в заповіднику Хай-Бар Кармель початкового поголів'я козуль з придбаних в Італії, Франції та Угорщини особин з метою акліматизації до умов ізраїльського клімату та особливостей місцевої флори. У 1996 році почалася програма з випуску козуль в дику природу. На початку XXI століття на волі на Кармелі жили 10-15 особин і ще близько десятка містилися в Хай-Бар Кармель
Родину свиней представляє
дикий кабан (Sus scrofa), два різновиди якого трапляються в Галілеї (великий вид) і в районі Мертвого моря (більш дрібний вид). Широко поширені також одомашнені види копитних: верблюди, корови, віслюки, кози і вівці.
Найбільшим котячим хижаком в Ізраїлі в даний час є пантера (Panthera pardus). Після прийняття закону 1955 року про охорону тваринного світу Ізраїлю вид розмножився в районі Мертвого моря. Крім субпопуляцій Юдейської пустелі і Негевського плато, окремі екземпляри можуть траплятися і на середземноморському узбережжі Ізраїлю. Гепард (Acinonyx jubatus), що раніше населяв відкриті простори, вважається повністю зниклим з фауни країни в результаті полювання та видобутку кошенят (для вирощування в неволі з метою використання як декоративного так і мисливського тваринного) і різкого зменшення поголів'я газелей (основного об'єкта мисливства гепарда). Ще в двадцятих роках XX століття на бедуїнському ринку Беер-Шеви можна було придбати шкури гепарда, видобутого в Негеві. Остання достовірна зустріч в Ізраїлі була зафіксована в 1959 році в районі Арави. В Негеві, на Юдейському нагір'ї і на Приморській низовині мешкають від 150 до 200 особин каракала (Caracal caracal, що представлений в Ізраїлі підвидом schmitzi).
Зростання числа рибницьких господарств та інтенсифікація зрошуваного землеробства призвели до відновлення чисельності очеретяного кота (Felis chaus, в Ізраїлі представленого підвидом F. ch. ssp. furax), що сильно постраждав у результаті осушення заболочених земель. За оцінками зоологів в Ізраїлі в даний час мешкає близько 600 особин цього виду. Єдиною загрозою для майбутнього очеретяного кота в країні залишається браконьєрство. Повністю зник з фауни Ізраїлю барханний кіт (Felis margarita), що мешкав в пісках Арави та Синайського півострова. Після підписання мирних договорів з Єгиптом і Йорданією вся невелика ізраїльська популяція барханного кота, що налічувала кілька десятків особин, опинилася на переданих цим країнам територіях. Проект з повернення в природу цього виду, центром якого став Біблійний зоопарк в Єрусалимі, був припинений в 2010 році. Проект провалився через те, що парі барханних котів, які були народжені в зоопарку і випущені на природу в районі кібуца Лотан, не вдалося вижити. Викликає побоювання майбутнє ізраїльської популяції лісового кота (Felis silvestris), головним чином через змішування із здичавілими домашніми кішками (Felis silvestris catus); які надзвичайно поширені в Ізраїлі.
Незважаючи на те, що спеціальне вивчення чисельності смугастої гієни (Hyena heyna), що мешкає у безлісих місцевостях практично по всій території Ізраїлю, ніколи не проводилося, але очевидно, що чисельність її скоротилася. Основними факторами зменшення чисельності є розкидання отруєних приманок фермерами з метою боротьби з хижаками, безпричинна стрільба по них та загибель на дорогах в нічні години — час її активності.
На території Ізраїлю можна зустріти вовка (Canis lupus) та шакала (Canis aureus). Зростання чисельності ізраїльської популяції вовка в останні десятиліття є показником успішної роботи і предметом гордості природоохоронних структур країни. Вид відновив свій колишній ареал і в даний час його можна зустріти на всій території Ізраїлю. Найбільша кількість (близько ста особин) вовків населяє плато Голан, що робить це місце одним з найгустонаселеніших вовками районів у світі в перерахунку на квадратні кілометри. Другим по густоті заселення вовками районом є південь Арави, де на відносно невеликому безлюдному просторі від Ейлата до кібуца Паран живуть від 30 та 40 особин. Ще близько 40 особин населяють Східну Галілею і гори Гільбоа. В антропогенному ландшафті чисельність вовків менша. Зростання популяції вовка призводить до постійних чвар між фермерами і природоохоронними організаціями, так як вовки наносять шкоду фермерським стадам великої та дрібної худоби..
Лисиці представлені в Ізраїлі трьома видами. Найшише поширена звичайна лисиця (Vulpes vulpes), два підвиди якої (Vulpes vulpes ssp. palaestina і V. v. ssp. arabica) населяють всю територію країни. Чисельність звичайної лисиці, яка сильно постраждала від компанії по боротьбі з хижаками в 1960-х роках, відновилася і навіть збільшилася з розширенням людської присутності в регіонах, які раніше не входили в її ареал.  Існують стійкі міські популяції звичайної лисиці в ряді населених пунктів, включаючи такі великі міста, як Тель-Авів, Єрусалим і Беер-Шева. Чисельність ж піщаної лисиці (Vulpes rueppellii), для якої Негев є північною межею її ареалу, скоротилася в останні десятиліття до декількох сотень особин головним чином через витіснення їх більш великими видами псових — вовком і звичайною лисицею, аж до повного зникнення деяких районів її колишнього ареалу (наприклад з піщаних районів Арави). Афганська лисиця (Vulpes cana), вперше офіційно зареєстрована як новий вид у фауні Ізраїлю лише у 1981 році, імовірно через недостатню вивченість території і таємного способу життя виду. Згідно з останніми даними цей найдрібніший вид лисиць Ізраїлю, що раніше асоціювався лише з Юдейською пустелею, має більш широке поширення у пустельних районах країни (в Негеві і Араві, і в Юдейській пустелі на північ до Єрихону). Враховуючи густину популяції від однієї до чотирьох особин на 2 км², в цілому в Ізраїлі, мабуть, налічується кілька тисяч осіб афганської лисиці. Успішно розмножується в неволі (зокрема в розпліднику-заповіднику Хай-Бар Йотвата).
Єдиний представник родини мангустових в Ізраїлі — єгипетський мангуст (Herpestes ichneumon), стрімке зменшення чисельності якого в 60-х роках минулого століття було спричинене в результаті застосування отруйних речовин для боротьби з хижаками. Це в свою чергу призвело до великого збільшення чисельності отруйних змій. В результаті вжитих заходів по обмеженню застосування отруйних приманок чисельність мангуста стабілізувалася і зрівнялася з колишньою. Після цього чисельність отруйних змій зменшилася.
Родина куницевих представлена п'ятьма підродинами, у кожномій з яких по одному виду. Якщо популяції борсука (Meles meles, в Ізраїлі підвид M. m. ssp canescens) мало що загрожує, через його пристосованість до змін середовища внаслідок людської діяльності, то чисельність кам'яної куниці (Martes foina, в Ізраїлі підвид M. f. ssp syriaca) і її ареал навіть збільшується. Невеликі популяції перегузні (Vormela peregusna, в Ізраїлі підвид syriaca) і медоїда (Mellivora capensis, в Ізраїлі підвид M. c. ssp wilsoni) сильно скоротилися, а видра (Lutra lutra) повністю зникла з багатьох місць її колишнього ареалу.
В Ізраїлі мешкає гірський або капський даман (Procavia capensis), незвичайний, зовні схожий на короткоухого кролика травоїдний ссавець з копитоподібними кігтями на пальцях і присосками на підошвах; найближчими родичами даманів з нині живих рядів, ймовірно, є хоботні.
Хоча в Ізраїлі активно вирощують кроликів на виготовлення вовни та м'яса, в дикому вигляді, згідно з довідником «Ссавці Святої землі», виданому в 1996 році, в Ізраїлі існує тільки один вид зайцевих — капський заєць (Lepus capensis, мабуть, з двома підвидами L. c. arabicus і L. c. syriacus). Якщо розцінювати зайця-русака не як різновид капського зайця, а як окремий вид (жодна з двох точок зору не є загальноприйнятою), то він є другим видом зайцевих, що мешкають в Ізраїлі. Ряд їжакоподібних ссавців представлений родиною їжакових з двома родами: євразійський їжак із південним їжаком (Erinaceus concolor), що віддають перевагу паркам, садам та іншим оброблюваним землям у Верхній Галілеї і в центрі країни до північного Негева; і вухаті їжаки з двома видами — ефіопський їжак (Hemiechinus aethiopicus), що населяє Негев, Араву і долину річки Йордан, і вухатий їжак (Hemiechinus auritus), що раніше населяв лісові та інші легкі ґрунти північного Негева і піщані дюни на узбережжі Середземного моря (звідки, ймовірно, повністю зник у результаті руйнування середовища проживання).
Також ведуть переважно нічний спосіб життя в чагарниках поблизу води два види білозубок родини землерийних : мала (Crocidura suaveolens) і білочерева білозубка (Crocidura leucodon), що трапляється рідше. Можливо, ендеміком Ізраїлю є вперше описана в 1996 році  білозубка Crocidura ramona, що трапляється в Негеві.
Рукокрилі — найбагатший видами загін ссавців Ізраїлю з семи родинами, 15 родами з 33 видами (з яких один вважається вже вимерлим на території Ізраїлю і чотири на межі зникнення). Найбільший і єдиний не комахоїдний
кажан Ізраїлю — це представник родини криланових єгипетська летюча собака (Rousettus aegyptiacus). Найбільша кількість видів належить до родини лиликових кажанів (18 видів з 8 родів) — у тому числі:
- нічниці: гостровуха (Myotis blythii), італійська (M. capaccinii), триколірна (M. emarginatus), Наттерера (M. nattereri) і велика (M. myotis); в 1994 році в Ізраїлі (на Хермоні і Голанських висотах до узбережжя озера Кінерет) була виявлена також європейська вусата нічниця (M. mystacinus);
- нетопири: Рюппеля (Pipistrellus rueppellii), Савії (P. savii), Боденгеймера (P. bodenheimeri), середземноморський (P. kuhlii), пустельний (Pipistrellus ariel) і нетопир карлик (P. pipistrellus)
- пергач: пізній (Eptesicus serotinus) і пустельний (Eptesicus bottae)
- вечірниця руда (Nyctalus noctula), вухань сірий (Plecotus austriacus), звичайний довгокрил (Miniopterus schreibersii), азійський широковух (Barbastella leucomelas) і білочерева стріловух (Otonycteris hemprichii).

Другою за кількостю із представлених видів є родина підковикових кажанів (6 видів у 2 родах) — підковик Жоффруа (Rhinolophus clivosus), середземноморський (Rhinolophus blasii), південний (Rhinolophus euryale), великий (Rhinolophus ferrumequinum) і малий (Rhinolophus hipposideros) підковокові, а також Asellia tridens. Довгохвості кажани представлені двома видами — великим мишехвостом (Rhinopoma microphyllum) і мишехвостом Гардвіка (Rhinopoma hardwicke). Також два види в родині мішкокрилих кажанів — могильний (Taphozous perforatus) і голочеревний (Taphozous nudiventris) мішкокрилі. Решта родин включають по одному роду з одним видом в кожному: молосові з тадаридою європейською (Tadarida teniotis) і щілиноморді з єгипетським щілиномордом (Nycteris thebaica).
Лісова соня (Dryomys nitedula) з родини соневих населяє ліси з типовою середземноморською рослинністю на півночі Ізраїлю, що є південною межею її світового ареалу. В даний час вона трапляється в лісах Галілеї, хоча раніше її ареал включав і ліси на Кармелі. Свої кулясті гнізда лісова соня будує в основному на гілках кермесового дуба (Quercus calliprinos), часто в гущі обвивають дерева колючих ліан з роду смілакс (Smilax aspera) і марени (Rubia tenuifolia). Крім того, відзначені випадки знаходження гнізд лісової соні в яблуневих садах. Лісова соня внесена до Червоної книги хребетних Ізраїлю через недостатню інформацію про кількість ізраїльської популяції виду (завдяки похмурому нічному способу життя) та враховуючи невелику (близько 700 км², причому не всю цю територію займають ліси) площу ареалу.. Більш великий ареал (близько 3000 км², але розділений на три ізольовані популяції), населяє реліктова жолудниця азійська (Eliomys melanurus). Вид занесений до Червоної книги хребетних Ізраїлю через скорочення природних місць мешкання (зокрема, жолудниця азійська зникла із заповідника Тель-Дан в 1980-ті роки). Загальна чисельність популяції невелика, але точно невідома через похмурий нічний спосіб життя. Популяція на півночі Ізраїлю зосереджена на плато Голан і на Хермоне. Найпівденніша популяція живе в Араві, в районі кібуца Ейн-Яхав, де азійська жолудниця стала заселяти фруктові плантації. Ще одна популяція існує на Негевському нагір'ї, де вважає за краще
заселяти порожнечі в стовбурах атлантичної фісташки (Pistacia atlantica).
Невеликі за розмірами гризуни родини хом'якових представлені в Ізраїлі двома підродинами — полівковими і хом'яковими. Гірські схили Хермона є єдиним в Ізраїлі місцем проживання снігової полівки (Chionomys nivalis, в Ізраїлі мешкає ендемічний для Лівану і Ізраїлю підвид Ch. n. ssp. hermonensis), де вона трапляється вище рівня лісу на висотах не менше 1500 метрів. Хермон являє собою південну межу її світового ареалу. Обмеженість району проживання (близько 15 км²) укупі з природною нечисленністю виду ставлять його на межу зникнення з фауни країни через інтенсифікацію людської діяльності в даному районі та збільшення чисельності кам'яної куниці і здичавілих домашніх кішок. Снігова полівка внесена до Червоної книги хребетних Ізраїлю. Іншим видом підродини полівкових, представлених в Ізраїлі, є один із широко поширених у країні сільськогосподарських шкідників — полівка Гюнтера (Microtus guentheri). Ще один вид полівкових — водяна полівка (Arvicola terrestris) — що вважається зниклою з фауни Ізраїлю, бо не спостерігалася в природі вже протягом декількох десятиліть.
Єдиним видом підродини хом'якових, що населяють кам'янисті пагорби центру і півночі країни є сірий хом'ячок (Cricetulus migratorius, в Ізраїлі мешкає підвид C. m. ssp cinerascens). Ймовірно через слабку вивченість вважається рідкісним і нечисленним видом, найчастіше трапляється на Хермоні. Ізраїль є для цього виду південною межею його світового ареалу.
Життя в суворих умовах посушливого клімату Ізраїлю виробило у двох видів голчастих мишей, або акомисів підродини піщанкових унікальний механізм обміну речовин. Цей механізм дозволяє обходитися без води і їжі до 8 днів, а голки, що покривають спину цих тварин, як у їжаків, допомагають їм у боротьбі за виживання. Найширше поширена каїрська миша (Acomys cahirinus), що веде нічний спосіб життя та трапляється по всій території Ізраїлю. Золотиста голчаста миша (Acomys russatus) має більш обмежений ареал в Юдейській пустелі і в Негеві. У районах де пересікаються ареали з каїрською мишею, що веде нічний спосіб життя, золотиста голчаста миша переходить через конкуренцію від нічної активності до денної. Скелясті ділянки Негеви і Юдейської пустелі є місцем проживання іншого нечисленного виду піщанкових − пушистохвостої піщанки (Sekeetamys calurus), що живе невеликими сімейними групами. Однаковий ареал і нічний спосіб життя призводять до природної конкуренції за мізерні джерела живлення між цим видом і його основним конкурентом — золотистою голчастою мишею. У цій боротьбі домінує пушистохвоста піщанка. Виживати виду в екстремальних умовах пустелі допомагає надзвичайно низька швидкість метаболізму (47 % від очікуваної швидкості для тварини такого розміру)
В Ізраїлі водиться сірий пацюк, або пасюк (Rattus norvegicus), і чорний пацюк (Rattus rattus), а також садові (єгипетський, олександрійський) пацюки, що представляють собою підвид чорної (R. r. alexandrinus). З сірим пацюком ведеться планомірна боротьба, так як це переносник чумних бліх. З розвитком городництва в Ізраїлі поширилися їжатці (Hystrix indica). Можливим ендеміком Ізраїлю є хермонська миша (Apodemus hermonensis), хоча існує також точка зору, що вона являє собою не окремий вид, а різновид польової миші (Apodemus witherbyi), що поширений у Східній та Південній Європі та Південно-Західній Азії.

### Птахи
За весь час орнітологічних спостережень в Ізраїлі було зареєстровано близько 540 видів птахів, частина з яких ведуть осілий спосіб життя, частина — пролітні, зимуючі або літуючі види і частина — залітні види. Деякі види відносяться одночасно до різних категорій. З більш ніж 200 видів птахів, що гніздяться — лише близько 175 гніздяться щорічно, решта — від випадку до випадку. У цій категорії лише 57 видів — осілі, які трапляються цілорічно. Більшість видів, що гніздяться в Ізраїлі і не є осілими, зимують в Африці, але чорноголова вівсянка (Emberiza melanocephala) зимує в Індії, а підвид курганника (Buteo rufinus rufinus), що гніздиться в Ізраїлі зимує північніше регіону гніздування, у тому числі в Туреччині і Східній Європі. Пролітними є 283 із зазначених видів, а 216 видів обрали Ізраїль як місце зимівлі. Більш ніж 130 видів відзначені як залітні з різною частотою спостережень.
| Родини птахів та найпоширеніші види, які спостерігалися в Ізраїлі (за даними сайту Israbirding.com) | Родини птахів та найпоширеніші види, які спостерігалися в Ізраїлі (за даними сайту Israbirding.com) | Родини птахів та найпоширеніші види, які спостерігалися в Ізраїлі (за даними сайту Israbirding.com) | Родини птахів та найпоширеніші види, які спостерігалися в Ізраїлі (за даними сайту Israbirding.com)                                             |
| Родина                                                                                              | Спостережувані види                                                                                 | У тому числі осілі                                                                                  | Найпоширеніші |
| --------------------------------------------------------------------------------------------------- | --------------------------------------------------------------------------------------------------- | --------------------------------------------------------------------------------------------------- | --- |
| Страусові                                                                                           | Африканський страус (Struthio camelus) розводиться в розплідниках                                   | Африканський страус (Struthio camelus) розводиться в розплідниках                                   | Африканський страус (Struthio camelus) розводиться в розплідниках                                                                               |
| Гагари                                                                                              | 2                                                                                                   | —                                                                                                   | — |
| Пірникозові                                                                                         | 5                                                                                                   | Пірникоза мала (Tachybaptus ruficollis)                                                             | Пірникоза мала (Tachybaptus ruficollis) |
| Альбатросові                                                                                        | 1                                                                                                   | —                                                                                                   | — |
| Буревісникові                                                                                       | 12                                                                                                  | —                                                                                                   | Левантійський буревісник (Puffinus yelkouan) |
| Качуркові                                                                                           | 5                                                                                                   | —                                                                                                   | — |
| Фаетони                                                                                             | 1                                                                                                   | —                                                                                                   | — |
| Олушеві                                                                                             | 3                                                                                                   | Бура олуша (Sula leucogaster)                                                                       | Бура олуша (Sula leucogaster) |
| Бакланові                                                                                           | 3                                                                                                   | Баклан малий (Phalacrocorax pygmeus)                                                                | Баклан малий (Phalacrocorax pygmeus) |
| Фрегати                                                                                             | 1                                                                                                   | —                                                                                                   | — |
| Змієшийкові                                                                                         | 1                                                                                                   | —                                                                                                   | — |
| Пелікани                                                                                            | 3                                                                                                   | —                                                                                                   | Пелікан рожевий (Pelecanus onocrotalus) |
| Чаплеві                                                                                             | 15                                                                                                  | 4                                                                                                   | Квак (Nycticorax nycticorax)* Чапля єгипетська (Bubulcus ibis)*                                                                                 |
| Лелекові                                                                                            | 7                                                                                                   | 1                                                                                                   | Коровайка (Plegadis falcinellus)* Лелека білий (Ciconia ciconia)                                                                                |
| Фламінго                                                                                            | 2                                                                                                   | Фламінго червоний (Phoenicopterus ruber)                                                            | Фламінго червоний (Phoenicopterus ruber) |
| Качкові                                                                                             | 35                                                                                                  | 2                                                                                                   | Кряква (Anas platyrhynchos)* |
| Яструбові                                                                                           | 34                                                                                                  | 4                                                                                                   | Сип білоголовий (Gyps fulvus)* Канюк степовий (Buteo rufinus)*                                                                                  |
| Скопа                                                                                               | 1                                                                                                   | —                                                                                                   | — |
| Соколові                                                                                            | 11                                                                                                  | 3                                                                                                   | Боривітер звичайний (Falco tinnunculus)* |
| Фазанові                                                                                            | 4                                                                                                   | 3                                                                                                   | Кеклик (Alectoris chukar)* Курочка пустельна (Ammoperdix heyi)*                                                                                 |
| Пастушкові                                                                                          | 8                                                                                                   | 2                                                                                                   | Лежень (Fulica atra)* Курочка водяна (Gallinula chloropus)*                                                                                     |
| Журавель                                                                                            | 2                                                                                                   | —                                                                                                   | Журавель сірий (Grus grus) |
| Дрохвові                                                                                            | 3                                                                                                   | Джек (Chlamydotis macqueenii)                                                                       | Джек (Chlamydotis macqueenii) |
| Кольорові бекаси                                                                                    | 1                                                                                                   | —                                                                                                   | — |
| Кулики-сороки                                                                                       | 1                                                                                                   | —                                                                                                   | — |
| Чоботарові                                                                                          | 2                                                                                                   | Ходулочник (Himantopus himantopus)                                                                  | Ходулочник (Himantopus himantopus) |
| Dromas ardeola                                                                                      | 1                                                                                                   | —                                                                                                   | — |
| Лежневі                                                                                             | Лежень (Burhinus oedicnemus)                                                                        | Лежень (Burhinus oedicnemus)                                                                        | Лежень (Burhinus oedicnemus) |
| Дерихвостові                                                                                        | 4                                                                                                   | 1                                                                                                   | Бігунець пустельний (Cursorius cursor)* Дерихвіст лучний (Glareola pratincola)                                                                  |
| Сивкові                                                                                             | 18                                                                                                  | 2                                                                                                   | Шпорцевий чібіс (Vanellus spinosus)* |
| Баранцеві                                                                                           | 38                                                                                                  | —                                                                                                   | Побережник малий (Calidris minuta) Баранець звичайний (Gallinago gallinago) Турухтан (Philomachus pugnax)                                       |
| Поморникові                                                                                         | 5                                                                                                   | —                                                                                                   | Поморник короткохвостий (Stercorarius parasiticus)                                                                                              |
| Мартинові                                                                                           | 21                                                                                                  | 2                                                                                                   | Мартин звичайний (Larus ridibundus) Мартин вірменський (Larus armenicus) Мартин червономорський (Larus leucophthalmus)*                         |
| Крячкові                                                                                            | 16                                                                                                  | 1                                                                                                   | Крячок білощокий (Chlidonias hybridus) Крячок каспійський (Sterna caspia)*                                                                      |
| Водорізові                                                                                          | 1                                                                                                   | —                                                                                                   | — |
| Рябкові                                                                                             | 5                                                                                                   | 5                                                                                                   | Рябок Чорночеревний (Pterocles orientalis)* Рябок Лихтенштейна (Pterocles lichtensteinii)*                                                      |
| Голубові                                                                                            | 9                                                                                                   | 4                                                                                                   | Голуб сизий (Columba livia)* Горлиця садова (Streptopelia decaocto)* Мала горлиця (Streptopelia senegalensis)*                                  |
| Зозулеві                                                                                            | 4                                                                                                   | —                                                                                                   | Зозуля чубата (Clamator glandarius) |
| Сипухові                                                                                            | Сипуха (Tyto alba)                                                                                  | Сипуха (Tyto alba)                                                                                  | Сипуха (Tyto alba) |
| Совові                                                                                              | 10                                                                                                  | 6                                                                                                   | Сич хатній (Athene noctua)* |
| Дрімлюгові                                                                                          | 3                                                                                                   | Дрімлюга нубійський (Caprimulgus nubicus)                                                           | Дрімлюга нубійський (Caprimulgus nubicus) |
| Серпокрильцеві                                                                                      | 4                                                                                                   | 1                                                                                                   | Серпокрилець малий (Apus affinis)* Серпокрилець чорний (Apus apus)                                                                              |
| Рибалочкові                                                                                         | 3                                                                                                   | 2                                                                                                   | Рибалочка строкатий (Ceryle rudis)* |
| Бджолоїдкові                                                                                        | 3                                                                                                   | 1                                                                                                   | Бджолоїдка зелена мала (Merops orientalis)* Бджолоїдка звичайна (Merops apiaster)                                                               |
| Папугові                                                                                            | 3                                                                                                   | 3                                                                                                   | Папуга Крамера (Psittacula krameri)* |
| Сиворакшеві                                                                                         | 1                                                                                                   | —                                                                                                   | Сиворакша (Coracias garrulus) |
| Одудові                                                                                             | Одуд (Upupa epops)                                                                                  | Одуд (Upupa epops)                                                                                  | Одуд (Upupa epops) |
| Дятлові                                                                                             | 2                                                                                                   | Дятел сирійський (Dendrocopos syriacus)                                                             | Дятел сирійський (Dendrocopos syriacus) |
| Жайворонкові                                                                                        | 18                                                                                                  | 8                                                                                                   | Посмітюха (Galerida cristata)* Жайворонок пустельний (Ammomanes deserti)* Жайворонок степовий (Melanocorypha calandra)*                         |
| Ластівкові                                                                                          | 8                                                                                                   | Ластівка африканська (Ptyonoprogne fuligula)* Ластівка сільська (Hirundo rustica)*                  | Ластівка африканська (Ptyonoprogne fuligula)* Ластівка сільська (Hirundo rustica)*                                                              |
| Плискові                                                                                            | 14                                                                                                  | 1                                                                                                   | Плиска біла (Motacilla alba) |
| Бюльбюлеві                                                                                          | Бюльбюль Жовтопоясний (Pycnonotus xanthopygos)                                                      | Бюльбюль Жовтопоясний (Pycnonotus xanthopygos)                                                      | Бюльбюль Жовтопоясний (Pycnonotus xanthopygos)                                                                                                  |
| Омелюхові                                                                                           | 2                                                                                                   | —                                                                                                   | — |
| Воловоочкові                                                                                        | Волове очко (Troglodytes troglodytes)                                                               | Волове очко (Troglodytes troglodytes)                                                               | Волове очко (Troglodytes troglodytes) |
| Тинівкові                                                                                           | 4                                                                                                   | —                                                                                                   | — |
| Дроздові                                                                                            | 41                                                                                                  | 8                                                                                                   | Дрізд чорний (Turdus merula)* Cercomela melanura* Oenanthe lugens*                                                                              |
| Кропив'янкові                                                                                       | 50                                                                                                  | 8                                                                                                   | Кропив'янка середземноморська (Sylvia melanocephala)* Prinia gracilis*                                                                          |
| Мухоловкові                                                                                         | 5                                                                                                   | —                                                                                                   | Мухоловка сіра (Muscicapa striata) |
| Тимелієві                                                                                           | Арабська дроздова тимелія (Turdoides squamiceps)                                                    | Арабська дроздова тимелія (Turdoides squamiceps)                                                    | Арабська дроздова тимелія (Turdoides squamiceps)                                                                                                |
| Синицеві                                                                                            | 5                                                                                                   | 2                                                                                                   | Синиця велика (Parus major)* |
| Повзикові                                                                                           | Повзик скельний (Sitta neumayer)                                                                    | Повзик скельний (Sitta neumayer)                                                                    | Повзик скельний (Sitta neumayer) |
| Нектарницеві                                                                                        | Палестинська нектарниця (Nectarinia osea)                                                           | Палестинська нектарниця (Nectarinia osea)                                                           | Палестинська нектарниця (Nectarinia osea) |
| Вивільгові                                                                                          | 1                                                                                                   | —                                                                                                   | — |
| Сорокопудові                                                                                        | 8                                                                                                   | Сорокопуд сірий (Lanius excubitor)                                                                  | Сорокопуд сірий (Lanius excubitor) |
| Воронові                                                                                            | 10                                                                                                  | 7                                                                                                   | Сіра ворона (Corvus corone cornix)* Галка (птах) (Corvus monedula)* Сойка (Garrulus glandarius)*                                                |
| Шпакові                                                                                             | 5                                                                                                   | 3                                                                                                   | Майна звичайна (Acridotheres tristis)* |
| Горобцеві                                                                                           | 7                                                                                                   | 4                                                                                                   | Горобець хатній (Passer domesticus)* Горобець чорногрудий (Passer hispaniolensis)*                                                              |
| В'юркові ткачики                                                                                    | Малабарська мунія (Euodice (Lonchura) malabarica)                                                   | Малабарська мунія (Euodice (Lonchura) malabarica)                                                   | Малабарська мунія (Euodice (Lonchura) malabarica)                                                                                               |
| В'юркові                                                                                            | 16                                                                                                  | 7                                                                                                   | Щиглик (Carduelis carduelis)* Коноплянка (Carduelis cannabina)* Зеленяк (птах) (Carduelis chloris)* Bucanetes githagineus* Rhodospiza obsoleta* |
| Вівсянкові                                                                                          | 14                                                                                                  | 3                                                                                                   | Просянка (птах) (Emberiza calandra)* |
| Єдиний і осілий вид                                                                                 | | | |
| *Осілий вид                                                                                         | | | |

Найпоширенішим видом соколиних в Ізраїлі є звичайний боривітер (Falco tinnunculus). Цей сокіл найчастіше гніздиться в міському ландшафті. Місцева популяція, що належить до підвиду F. t. ssp tinnunculus, осіла. До цього ж підвиду належать зимуючі і пролітні особи. Також осілі боривітри, що населяють південну частину Ізраїлю, більш близькі за зовнішнім виглядом до підвиду F. t. ssp rupicolaeformis, що поширений в Єгипті, Судані і на Аравійському півострові. Ймовірно, вони є перехідною формою між двома підвидами. Набагато рідше трапляється чеглок, (Falco subbuteo) і степовий боривітер (Falco naumanni). Ізраїльська популяція середземноморського сокола (Falco biarmicus, в Ізраїлі гніздиться підвид F. b. ssp tanypterus) сильно зменшилася за останні десятиліття і налічує зараз близько 25 гніздових пар. Цей осілий вид, раніше мешкав на крутих берегах ваді та в гірських ущелинах по всій території країни. Зараз вид гніздиться лише в Негеві і Юдейській пустелі. Близько ста пар (за даними 1980-х років) осілого рудоголового сапсана, або шахіна (Falco pelegrinoides) гніздяться в пустельних районах Ізраїлю від півночі Юдейської пустелі до південного Негева. Рідко, але регулярно трапляються поодинокі пролітні особини чеглока Елеонори (Falco eleonorae). Іншим рідкісним прилітнимі зимуючим видом є балабан (Falco cherrug). Від 100 до 150 пар сріблястого чеглока (Falco concolor), що становить приблизно 10 % від світової популяції виду, щорічно повертаються для гніздування в Ізраїль з місць зимівлі на Мадагаскарі і узбережжя Мозамбіку. Гніздовим біотопом сріблястого чеглока є скелясті обриви виключно в посушливих районах Ізраїлю — в Негеві, Араві, Юдейській пустелі і в горах Ейлата.

Хижі птахи Ізраїлю
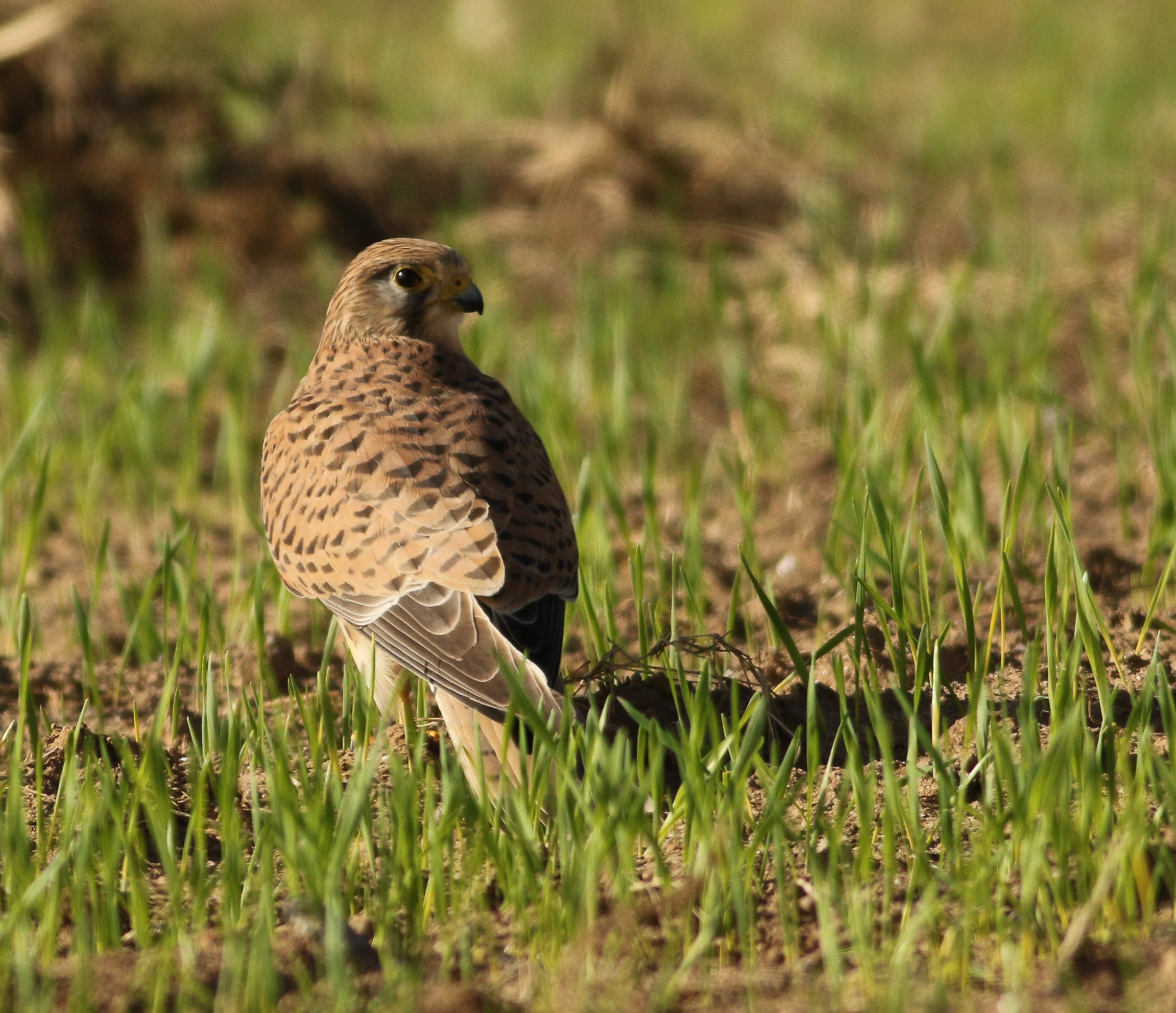
Боривітер звичайний
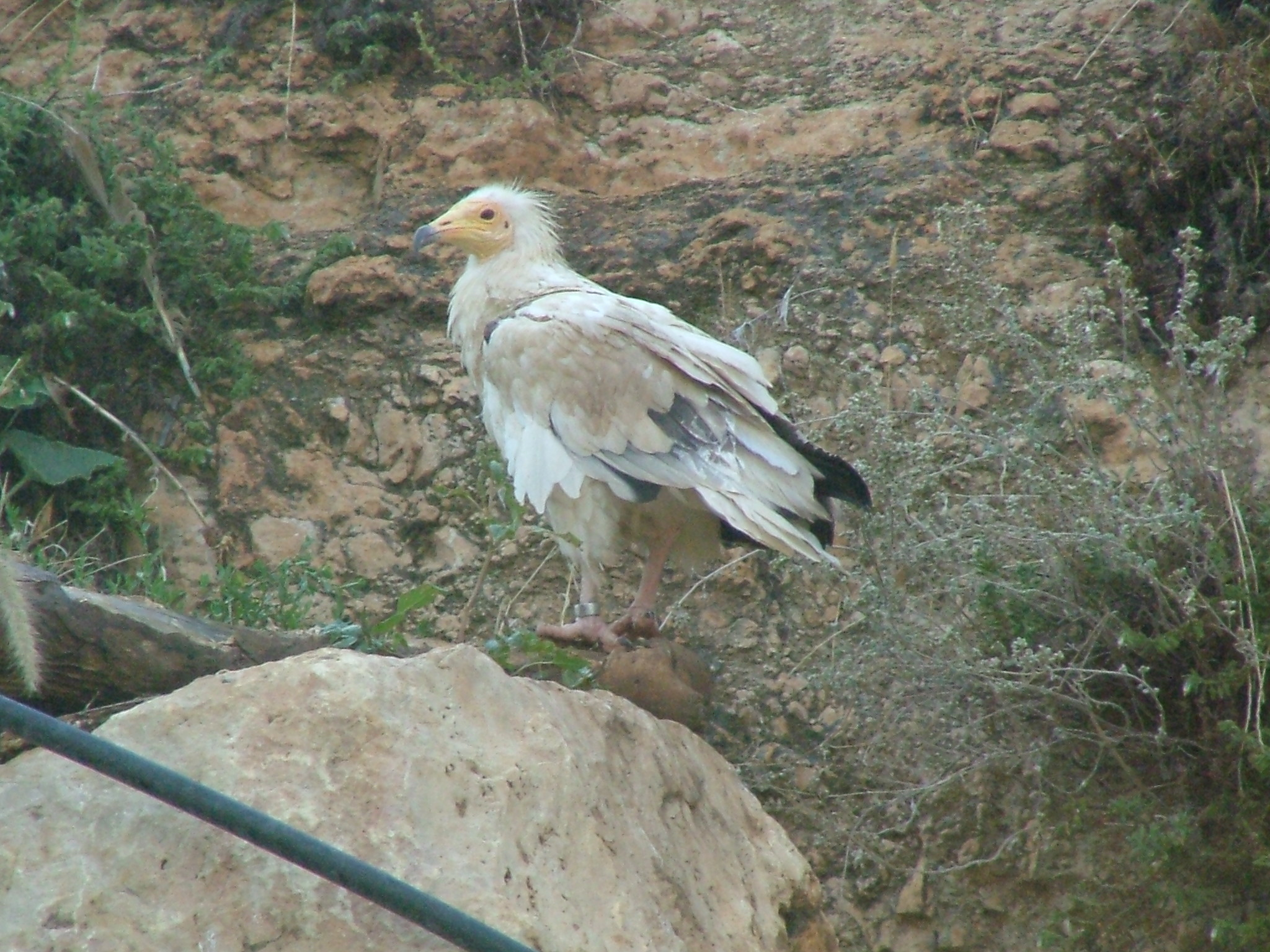
Стерв'ятник
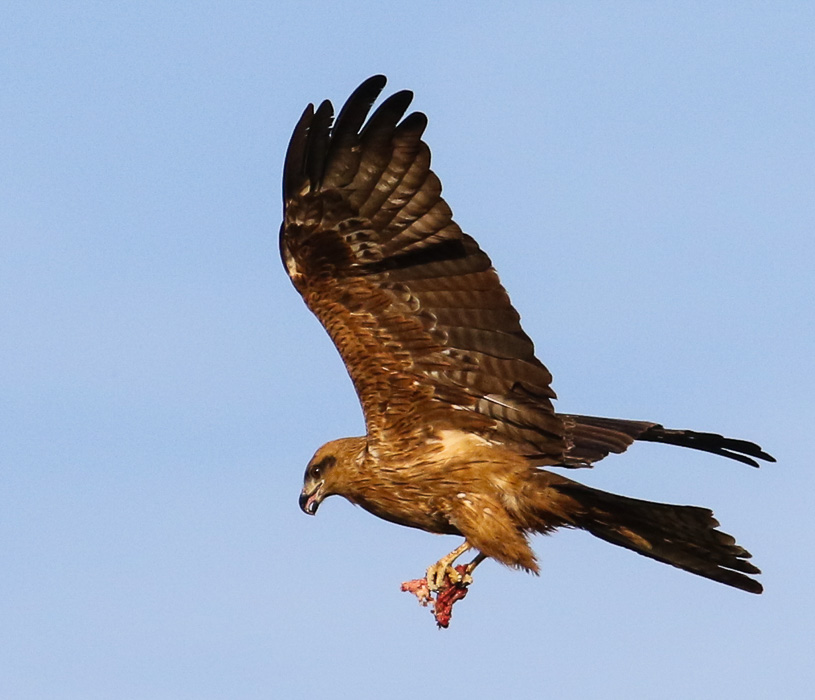
Шуліка чорний
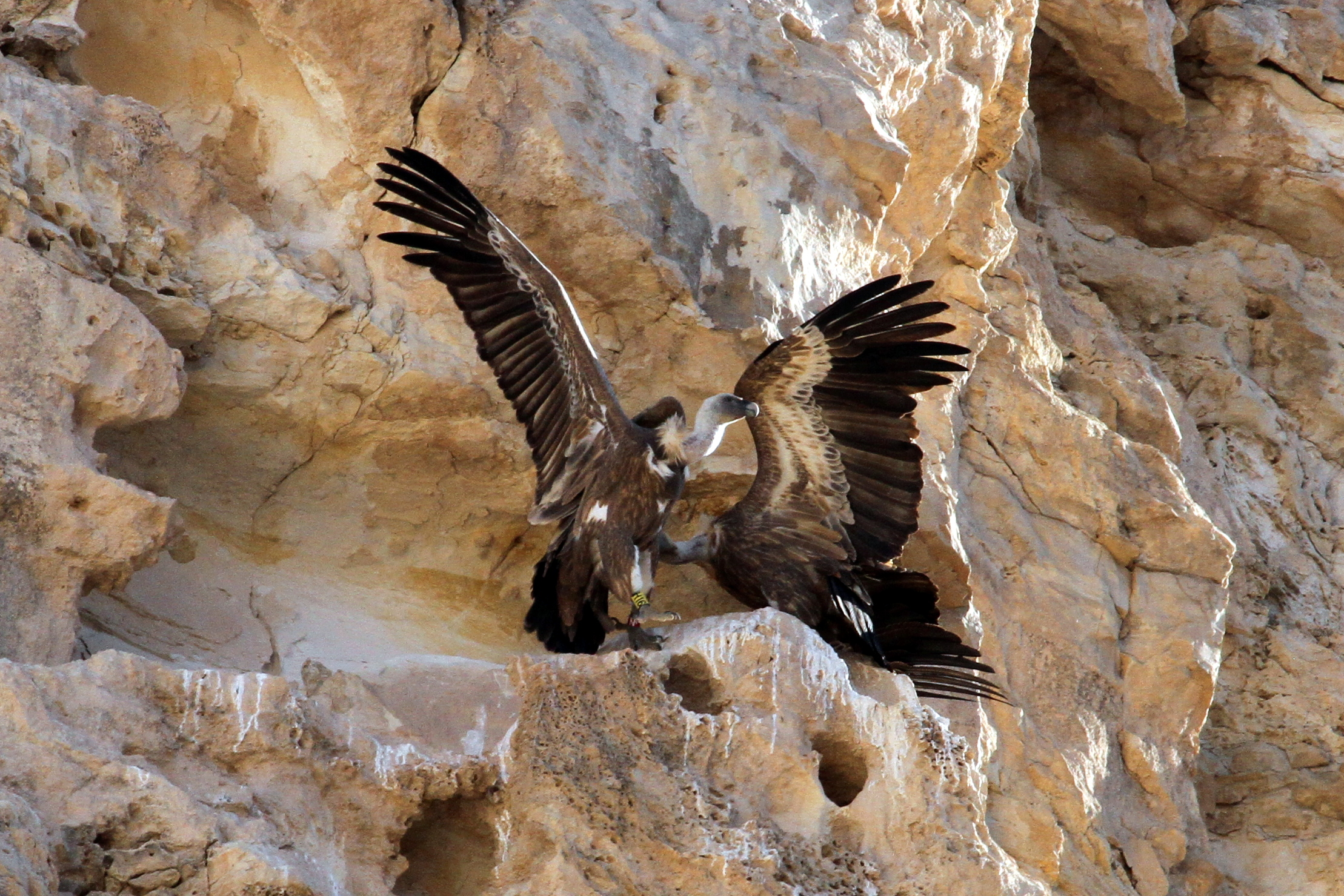
Сип білоголовий
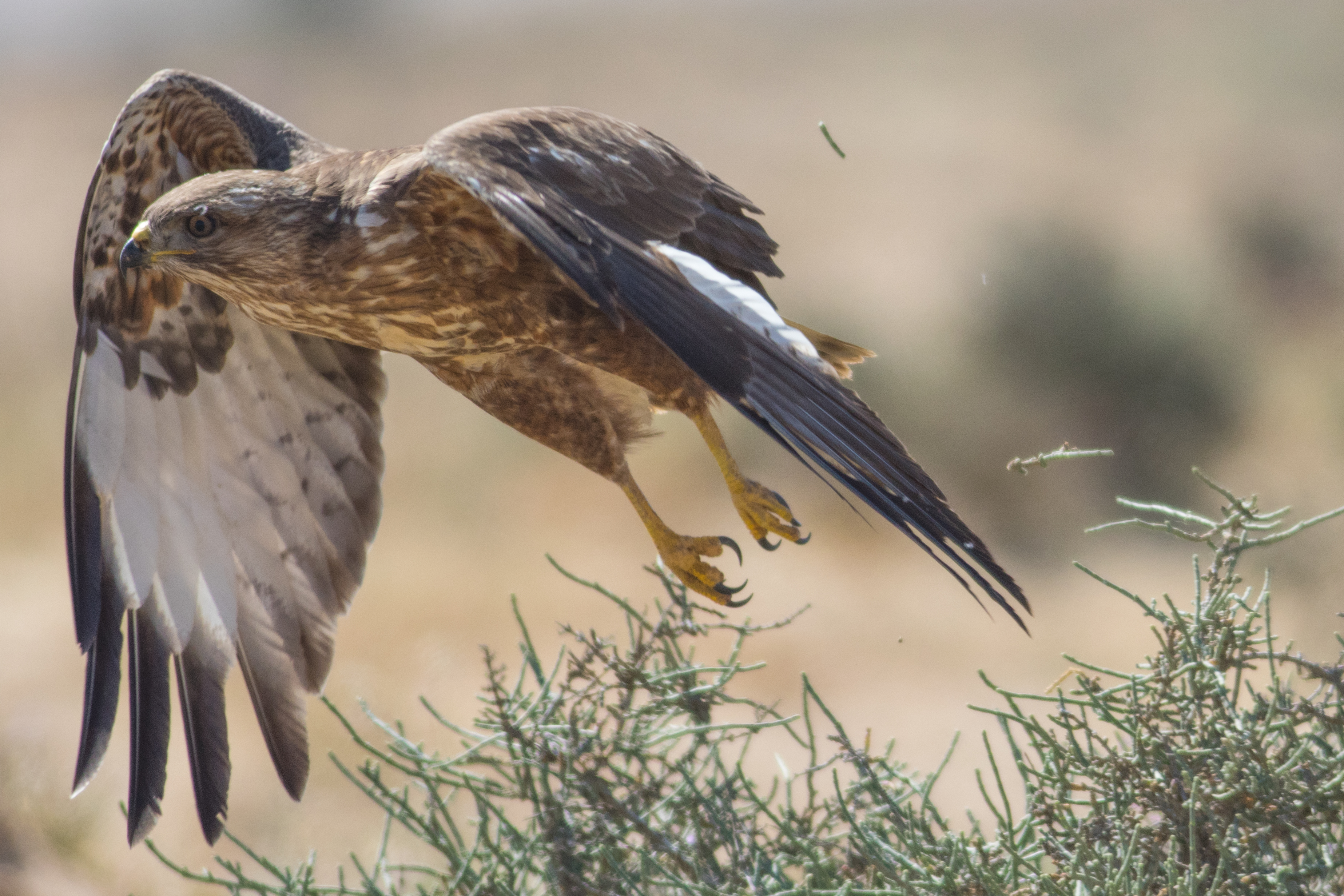
Канюк звичайний

В Ізраїлі живуть два види канючних з родини яструбиних, з яких найчиселльніший гніздовий птах — курганник (Buteo rufinus, в Ізраїлі гніздиться номінативний підвид B. r. ssp rufinus). Останнім часом у цього виду спостерігається тенденція до переходу від гніздування на скельних кручах до гніздування на деревах. Іншою особливістю біології ізраїльської популяції курганника є зимівля на півночі від місць гніздування — у Східній Європі та Туреччині. У 1992 році вперше було зафіксовано гніздування в Ізраїлі (на Голанських висотах) канюка звичайного (Buteo buteo). У наступні роки були виявлені ще гнізда і спостерігалися пари з гніздовою поведінкою у підвиду B. b. ssp vulpinus у лісах Галілеї і Кармеля. Особини цього підвиду складають найбільшу кількість пролітних та зимуючих канюків. Чисельність пролітних птахів, особливо під час весняного прольоту складає сотні особин в день і може наближатися до півмільйона залежно від напряму пануючих вітрів. Кілька сотень канюків (здебільшого належать до європейського підвиду B. b. ssp buteo) щорічно зимують в Ізраїлі. Вкрай рідко, але регулярно в Ізраїль залітає зимняк (Buteo lagopus). Великі пролітні зграї утворюють європейські тювики (Accipiter brevipes), в той час як менш численні великі яструби (Accipiter gentilis) і малі яструби (Accipiter nisus) прагнуть здійснювати переліт поодинці, частково залишаючись в Ізраїлі на зимівлю, приєднуючись до місцевої осілої гніздувальної популяції.
Як рідкісні пролітніі зимуючі види тепер трапляються три з п'яти видів грифових, що раніше гніздувались в Ізраїлі: чорний гриф (Aegypius monachus), бородань (Gypaetus barbatus), а також африканський вухатий гриф (Torgos tracheliotus). З ними проводиться робота по створенню в неволі популяції з метою реінтродукції в колишні місця проживання. Поступово відновлюється популяція білоголового сипа (Gyps fulvus) і стерв'ятника (Neophron percnopterus), що сильно зменшилася за останні десятиліття. Ще в середині XX століття стерв'ятник вважався одним з найчисельніших видів хижих птахів Ізраїлю (500—1000 гніздових пар). Вже до 1970-м років тут гніздилося від 50 до 80 пар стерв'ятників. Після зростання чисельності у вісімдесятих роках, коли спостерігалося до 150 гніздівель, у 2002—2005 роках було зафіксовано лише 27 гніздових пар. У результаті природоохоронних заходів 2017 року в Ізраїлі налічувалося вже близько 55 гнізд. Ізраїльська популяція стерв'ятників, що відноситься до підвиду N. p. ssp percnopterus, здійснює щорічні кочівлі в Африку, проводячи в Ізраїлі близько півроку. Лише окремі особини спостерігаються тут поза періодом гніздування. Кілька тисяч особин стерв'ятників щорічно спостерігаються в Ізраїлі на прольоті[джерело не вказане 2630 днів].
Шість видів орлів спостерігаються  — малий підорлик (Aquila pomarina), приблизно 85 тисяч осіб якого — вся світова популяція — мігрують в Африку через Ізраїль і Палестинську автономію; підорлик великий (Aquila clanga), що знаходиться під загрозою зникнення та раніше гніздився у невеликих кількостях на півночі Ізраїлю, 120—200 особин якого щорічно зимують в країні; східний степовий орел (Aquila nipalensis), є звичайним пролітним і рідкісним зимуючим видом; орел-могильник (Aquila heliaca) — ще один вид, що знаходиться під загрозою зникнення, близько 70 особин якого щорічно зимують в Ізраїлі; беркут (Aquila chrysaetos, в Ізраїлі гніздиться підвид A. ch. homeyeri, популяція якого скоротилася за останні десятиліття до приблизно 20 гніздових пар); і кафрський орел (Aquila verreauxii), раніше вкрай рідко гніздився в Ізраїлі, а тепер іноді залітає сюди під час своїх щорічних кочівок. Украй рідкий як на гніздуванні, так і на прольоті осілий яструбовий орел (Hieraaetus fasciatus), що віддає перевагу гористим східним районам Ізраїлю. В каньйонах Юдейської пустелі часто гніздиться по сусідству з беркутом. Незважаючи на співпадання мисливських ділянок, більш дрібний яструбовий орел займає іншу мисливську нішу, що виключає конфлікти. Від кількох сотень до кількох тисяч особин невеликого за розмірами орла-карлика (Hieraaetus pennatus) щорічно спостерігаються в Ізраїлі як на весняному, так і на осінньому прольоті, і лише близько десятка особин залишаються на зимівлю.
Після кількарічної перерви у 2015 році в Ізраїлі знову було зареєстровано гніздування орлана-білохвоста (Haliaeetus albicilla) — пара успішно виростила пташеня в заповіднику Хула. До цього останнє гніздування двох пар було зафіксовано в 1957 році. У наступні роки білохвостий орлан регулярно відзначався лише на прольоті і зимівлі окремими особинами і в невеликих кількостях. Найбільша кількість зимуючих особин була відзначена узимку 1988/9 років, коли було зареєстровано сім особин, п'ять з них в заповіднику Хула. Заповідник Хула є південною межею гніздового ареалу цього виду, ізольованою від найближчих місць проживання в північній частині Туреччини та Ірану. Щорічно через Ізраїль мігрують від півмільйона до мільйона осоїдів (Pernis apivorus). В значно менших кількостях (кілька десятків особин) мігрують чубаті осоїди (Pernis ptilorhynchus, підвид P. p.ssp orientalis). Вперше відзначені на прольоті у 1994 році, чубаті осоїди спостерігаються все частіше і у великих кількостях, що відображає тенденцію до розширення світового ареалу виду. Ізраїльська популяція змієїда (Circaetus gallicus) становить від 300 до 500 гніздових пар. Крім того, значна кількість особин цього виду в Ізраїлі літують і близько 10 тисяч птахів щорічно спостерігаються на прольоті. Кількість зимуючих особин змієїда незначна через низьку активність плазунів у зимовий час.
Чорний шуліка (Milvus migrans), що був у 1940-вих — 1950-тих роках гніздовим осілим, пролітним і зимуючим видом на півночі Ізраїлю, в наступні роки повністю зник з країни внаслідок кампанії з використання сільськогосподарських отрут. В даний час в Ізраїлі гніздиться рідко.  Сьогодні залишається одним з найчисельніших видів денних хижих птахів на прольоті, а також на зимівлі, коли трапляються зграї по кілька тисяч особин. Рідкісним пролітним і зимуючим видом є рудий шуліка (Milvus milvus). У 2011 році вперше було підтверджене гніздування в Ізраїлі чорнокрилого димчастого шуліки (Elanus caeruleus). До цього птаха спостерігали в країні лише як залітний вид, що траплявся з року в рік частіше. За даними 2015 року, в Ізраїлі гніздяться до 50 пар даного виду. Настільки швидке збільшення чисельності гніздових чернокрилих димчастих шулік в Ізраїлі обумовлюється високою репродуктивною здатністю виду на тлі глобального розширення ареалу на захід. Пролітними і зимуючими в Ізраїлі є чотири види лунів: болотний, або очеретяний (Circus aeruginosus), польовий (Circus cyaneus), степовий (Circus macrourus) і лучний (Circus pygargus).
Найзвичайнішими видами сов є хатній сич (Athene noctua) і звичайна сипуха (Tyto alba), зростанню чисельності якої сприяє залучення її для боротьби з гризунами методом розвішування гніздових будиночків. Більш рідкісними є сіра сова (Strix aluco), вухата сова (Asio otus) і сплюшка (Otus scops), що населяють не тільки лісові масиви, але і міські парки. На відкритих просторах, що поросли невисоким чагарником, можна натрапити на досить рідкісну болотяну сову (Asio flammeus). Ущелини
скель і печер привертають пугача (Bubo bubo), якого в Негеві замінює
пустельний пугач (Bubo ascalaphus), збільшення чисельності якого спостерігається внаслідок розвитку сільського господарства у посушливих районах. На стрімких схилах пересихаючих русел річок, що глибоко прорізають гористі ділянки Негева, Юдейської пустелі і гір Ейлата мешкає сіра Strix hadorami. У 2015 році вид був виділений в самостійний вид, а раніше визначався як бліда сова (Strix butleri). В горах Ейлата і в Араві старі розлогі акації є місцем зимівлі рідкісної пустельної совки (Otus brucei, в Ізраїлі представлена підвидом O. b. ssp exiguus). Останнє достовірне гніздування пустельної совки в Ізраїлі було датоване 1911 роком. Гніздування цього виду було підтверджено в 2015 році, коли на плантації фінікових пальм в районі Мертвого моря було виявлено живе пташеня. Раніше нечисленний вид бурого рибного пугача (Bubo zeylonensis), що гніздився вздовж річок півночі країни, зник з усіх відомих місць гніздування (остання зустріч в 1975 році).
У Ізраїлі трапляються кілька видів лелек (з них найпоширеніший білий лелека (Ciconia ciconia), який рідко гніздиться у самому Ізраїлі), десять видів чапель (часто трапляються єгипетська (Bulbulcus ibis), мала біла (Egretta garzetta), сіра (Ardea cinerea), і кваква (Nycticorax nycticorax); ще чотири види зафіксовані всього по декілька раз), а також коравайки (Plegadis falcinellus) і косарі (Platalea leucorodia, не виводять пташенят у Ізраїлі, але часто трапляються з осені до весни). Також з осені до весни у Ізраїлі часто можна бачити рожевих пеліканів (Pelecanus onocrotalus). У районі Эйлата можна побачити червоних фламинго (Phoenicopterus ruber).
Кількадесят тисяч сірих журавлів (Grus grus) щороку пролітають через Ізраїль. Точну кількість мігруючих птахів установити неможливо, оскільки велика частина прольоту проходить вночі. До середини XX століття лише окремі особи лишалися на зимівлю у Ізраїлі. Різке збільшення чисельності зимуючих птахів відбулося у 70-х роках XX століття, коли у Їзреельській долині  у долині Хефер зимували уже кілька тисяч птахів. Інтенсифікація вирощування арахісу в долині Хула призвела на початку 1990-х років до зміни місць зимівлі сірих журавлів в Ізраїлі. Долина Хула стала центром зимівлі цього виду, тоді як колишні місця були майже повністю покинуті. Різко зросла і кількість зимуючих особин — за даними на 2007 рік у долині Хула залишаються зимувати близько 10 тисяч особин. Більшість сірих журавлів, які спостерігаються в Ізраїлі, відносяться до номінативного підвиду G. g. ssp grus. Також трапляються особини, що належать до підвиду G. g. ssp archibaldi і G. g. ssp lilfordi. Другим представником родини журавлевих у Ізраїлі є степовий журавль (Anthropoides virgo). Поодинокі особини цього виду у долині Хула рідко, але регулярно, трапляються на зимівлю
Родина пастушкових представлено в Ізраїлі вісьмома видами. Найчисельніша водяна курочка (Gallinula chloropus) — осілий та гніздовий вид, чисельність гніздових особин якої коливається від тисячі до двох тисяч. На відміну від курочки водяної інший вид пастушкових — лиска (Fulica atra) — гніздиться вкрай рідко, частіше трапляючись у гніздовий сезон як літучий вид. При цьому на прольоті і зимівлі є одним з найчисельніших видів водоплавних птахів в Ізраїлі. Раніше гніздилися на півночі і в центрі країни погонич-крихітка (Porzana pusilla), але тепер трапляється лише як рідкісний пролітний і ще більш рідкісний зимуючий вид та рідкісний на прольоті (в основному навесні) і зимівлі погонич (Porzana porzana). Малий погонич (Porzana parva) є досить звичайним пролітним і рідкісним зимуючим видом, літує рідше. Гніздування для цієї птахи в Ізраїлі не було спостережене, однак, враховуючи потайний характер птахів цього виду, їх наявність не виключена. Потайна поведінка характерна і для іншого пролітного виду пастушкових — деркача (Crex crex). Звичайним пролітним і зимуючим видом є водяний пастушок (Rallus aquaticus), що рідко літує і ще більш рідко  гніздиться. Султанка (Porphyrio porphyrio) — найбільший і найстрокатіше забарвлений вид пастушкових Ізраїлю. У минулому гнізда султанки спостерігалися в районі штучного озера Йерухам в Негеві. В даний час можливе гніздування на рибоводних ставках кібуцу Мааян-Цві на півночі країни, проте це не встановлено достовірно. Окрім цих двох місць є рідкісним залітним видом.
У заболочених місцевостях часто трапляється шпорцева чайка (Vanellus spinosus; у 2008 році висувалася на звання «птахи Ізраїлю»); іноді можна зустріти і інші види чайок. У болотах часто трапляється кулик-горобець (Calidris minuta); крім нього, поширеними представниками сивкових є коловодник лісовий (Tringa ochropus) і травник (Tringa totanus).
Дерихвіст лучний (Glareola pratincola) і близькоспоріднений йому степовий дерихвіст (Glareola nordmanni) є в Ізраїлі звичайними пролітними видами. Степовий дерихвіст в Ізраїлі не гніздиться, а дерихвіст лучний в минулому у Палестині був звичайним гніздовим птахом. Цей вид посиляється колоніями до кілька десятків пар на відкритих просторах на півночі і в центрі країни. З початком інтенсифікації сільського господарства в шістдесятих роках минулого століття практично повністю припинилось гніздування в Ізраїлі. Нездатні до польоту пташенята, гинули під колесами тракторів та механізмів обробної техніки (в силу інстинкту при небезпеці пташенята притискалися до землі). Однак в останні роки в результаті природоохоронних заходів та роз'яснювальної роботи серед власників сільгоспугідь, чисельність гніздових птахів стала збільшуватися. Найбільша концентрація в кілька десятків гніздових пар зараз спостерігається на картопляних і арахісових плантаціях в долині ХулаМісцева гніздова популяція лучних дерихвостів зимує в Африці.
Більшу частину із зазначених в Ізраїлі видів гусиних складають зимуючі і пролітні види. Лише чотири види тут гніздяться — крижень (Anas platyrhynchos), білоокий чернь (Aythya nyroca), мармуровий чернь (Marmaronetta angustirostris) і чирок — тріскунець (Anas querquedula), причому останні три — вкрай рідко. Найчисельніші пролітні і зимуючі зграї утворює чубата чернь (Aythya fuligula), червоноголова чернь (Aythya ferina), свищ (Anas penelope), широконіска (Anas clypeata), чирок — свистунок (Anas crecca), галагаз (Tadorna tadorna), крижень і чирок-тріскунець. Більш рідкісні на прольоті і зимівлі сірі качки (Anas strepera), шилохвости (Anas acuta), огарі (Tadorna ferruginea), савки (Oxyura leucocephala), середні крехи (Mergus serrator), червонодзьобі черні (Netta reyna) сірі (Anser anser) і білолобі гуси (Anser albifrons). З 80-х років минулого століття спостерігається інвазія в центрі країни нільського гусака (Alopochen aegyptiacus).
Рідкісні, але регулярні поодинокі зальоти в територіальні води Ізраїлю бурої олуші (Sula leucogaster). Практично всі зальоти (обмежені підвидом S. l. ssp plotus) зареєстровані в Ейлатській затоці. Іншим видом родини олушевих, що трапляються в період зимових кочівель, є північна олуша (Morus bassanus). Цей вид регулярно спостерігається поодинокими особинами на Середземному морі, найчастіше далеко від берега.
Єдиним гніздовим видом родини мартинових в Ізраїлі є середземноморський мартин (Larus michahellis). Середземноморський мартин раніше рідко гніздився окремими парами лише на невеликих острівцях вздовж північного узбережжя Ізраїлю та на морському узбережжі уздовж Кармеля і на прилеглих до моря штучних водоймах. В останні десятиліття спостерігається тенденція на постійне зростання чисельності осілої популяції. За даними на 2014 рік в Ізраїлі налічувалося 35-45 гніздових пар. В останні роки стало спостерігатися гніздування і в урбанізованому середовищі, в тому числі і на дахах будинків в Рамат-Гані і Тель-Авів. При цьому міська популяція перевищила за чисельністю популяції в природному середовищі існування. Збільшився і ареал гніздування. Так, найпівденніше гніздування  відмічено в Ашдоді, а найвіддаленіше від морського узбережжя — на ставках біля Рамла.. Крім того, середземноморський мартин є звичайним пролітим і зимуючим видом. Чисельність зимуючих особин, що досягає декількох тисяч, сильно відрізняється по роках, як і в інших видів чайок, зимуючих в Ізраїлі. Найчисельнішим видом мартинів на прольоті і зимівлі є звичайний мартин (Larus ridibundus). В окремі роки чисельність зимуючих особин може досягати 40 тисяч
В даний час єдиним гніздовим видом родини пірникозових в Ізраїлі є пірникоза мала (Tachybaptus ruficollis), що веде осілий спосіб життя. Частина орнітологів вважає, що місцева гніздова популяція відноситься до підвиду T. r. ssp iraquensis, що поширений в Іраку, Ірані та Йорданії; інші відносять її до номінативного підвиду T. r. ssp ruficollis, властивому Європі і зимуючому в Ізраїлі. Гніздиться на півночі країни в прибережних хащах на невеликих і неглибоких прісних водоймах (у тому числі штучних) і на Приморській рівнині. Найбільша концентрація гніздових пар відзначена в долині Ізреель і в долині Хула. Загальна чисельність гнізд в Ізраїлі коливається в різні роки від 60 до 120. Чисельність гніздових пар сильно зменшилася з 50 — 60 рр. минулого століття внаслідок меліоративних робіт. В даний час головним чинником, що здатний вплинути на чисельність успішних гніздувань, є різке контрольоване зниження рівня води в рибоводних ставках і ставках по очищенню стічних вод. Пірникоза чорношия більш численна на зимівлі і вважає за краще проводити гніздування на більших водоймах і ставках рибоводів. Кількість зимуючих птахів стабільна за роками і становить близько 1,800 особин.
Пірникоза чорношия (Podiceps nigricollis) раніше гніздилась на півночі Ізраїлю, зараз спостерігається лише як звичайний, але нечисленний пролітний і зимуючий вид. У 1969 році в останній раз в Ізраїлі спостерігалася пара великих пірникоз (Podiceps cristatus) з виводком. Раніше десятки пар цього виду гніздилися на півночі Ізраїлю в смузі заростей жовтого латаття (Núphar lútea) в північній частині озера Хула та в очеретах на південно-заході Кінерета, а також на заболочених територіях, прилеглих до річок Танінім і Полег на Приморській рівнині. Сьогодні вид регулярно спостерігається лише на прольоті і зимівлі. Як рідкісні залітні час від часу види відзначені червоношия (Podiceps auritus) і сірощока (Podiceps grisegena) пірникози.
Ряд сиворакшоподібних представлений в Ізраїлі трьома родинами з сімома видами, шість з яких — гніздовий. Європейська щурка (Merops apiaster) є найчисельнішим і найпоширенішим з трьох видів родини бджолоїдкових Ізраїлю як на прольоті, так і на гніздуванні. Чисельність бджолоїдкових в останні десятиліття сильно скоротилася. Значно більш рідкісною стала і бджолоїдка зелена (Merops persicus), чисельність гніздових пар якої в долині річки Йордан не перевищує кілька десятків. А ось мала зелена бджолоїдка (Merops orientalis, в Ізраїлі гніздиться підвид M. o. cyanophrys), збільшує свою чисельність і ареал вже кілька десятиліть слідом за розширенням сільського господарства в посушливих районах. Єдиний представник родини сиворакшевих — звичайна сиворакша (Coracias garrulous) на осінньому і чисельніша на весняному прольоті. Дуже рідко сиворакша гніздиться на відкритих просторах півночі і центру країни (в Ізраїлі гніздиться підвид C. g. garrulous). В останні десятиліття чисельність гніздових сиворакш скоротилася. З 30 — х років минулого століття спостерігається постійне розширення ареалу червонодзьобої алкіони (Halycon smyrnensis). Це один з трьох видів родини рибалочкових Ізраїлю, який, на відміну від строкатого рибалочки (Ceryle rudis), не так прив'язаний до харчування рибою і успішно заселяє антропогенний ландшафт далеко від водних джерел. На внутрішніх водоймах країни та на узбережжі морів звичайний на прольоті і рідкісний на зимівлі рибалочка звичайний (Alcedo atthis).
Два види голубоподібних — мала горлиця (Streptopelia senegalensis) і сизий голуб (Columba livia, вірніше — його урбанізована форма C. l. var. urbana, бо місцевий підвид C. l. palaestinae став надзвичайно рідкісний і зберігся лише в Негеві), є одними з найчисельніших птахів Ізраїлю, особливо в міському ландшафті. Дещо поступається їм за чисельністю кільчаста горлиця (Streptopelia decaocto), що найчастіше трапляються поза населеними пунктами. Вона гніздиться по всій території країни, за винятком найпосушливіших районів Негеви. Горлиця звичайна (Streptopelia turtur) в Ізраїлі не гніздиться, але є звичайним літуючим підвидом S. t. arenicola і пролітним підвидом S. t. turtur. Ліси Галілеї є основним місцем зимівлі в Ізраїлі для припутня (Columba palumbus). Це досить звичайний зимуючий вид, що іноді утворює великі зграї. На прольоті рідкісний. В Галілеї в 2014 році було вперше зареєстровано гніздування припутня в Ізраїлі.  Західний Негев і долина Хула є основними місцями зимівлі для голуба-синяка (Columba oenas) — рідкісного і такого, що мало трапляється у невеликих кількостях в Ізраїлі голуба. Також рідко виступає як пролітний вид.  На вузькій смузі від північної частини Мертвого моря і до Ейлата гніздиться рідкісна капська горлиця (Oena capensis). Регулярні зальоти в Ізраїль рожевоголової горлиці (Streptopelia roseogrisea).
Згідно з даними першого цілеспрямованого дослідження популяції рябкових Ізраїлю, проведеного у 2008 році Управлінням природи і парків на півдні країни, була констатована тенденція до скорочення чисельності чотирьох з п'яти гніздових видів рябків з кінця 80-х років XX століття. Головними причинами виявилися інтенсифікація сільського господарства і озеленення великих масивів лісових земель, що змінили середовище їх проживання в Негеві і Араві. Найменше постраждала популяція чорночеревого рябка (Pterocles orientalis), завдяки найбільшого ареалу в центральній і північній частинах Негеви і в Юдейській пустелі. Популяція колись найчисельнішого білочеревого рябка (Pterocles alchata) в північній і західній частинах Негеви постраждала найсильніше. Також зменшилась чисельність пустельного (Pterocles senegalus) і  Pterocles coronatus рябків. Незважаючи на загальне скорочення чисельності, існують стабільні популяції цих видів на території заповідників. Дослідженням не розглядався найрідкісніший вид рябок Ізраїлю — рябок Ліхтенштейну (Pterocles lichtensteinii), який має лише два місця гніздування в Араві. Однак їх майбутньому загрожує розвиток сільського господарства (популяція в районі кібуцу Неот-Смадар) і проект будівництва нового аеропорту на півночі від Ейлата. Всі види рябкових Ізраїлю є осілими видами.
З 14 видів родини плискових, що трапляються в Ізраїлі, гніздяться в невеликих кількостях на півночі і в центрі країни лише три види — біла плиска (Motacilla alba, гніздиться підвид M. a. alba і чотири підвиди трапляються на прольоті і зимівлі), жовта плиска (Motacilla flava, в Ізраїлі гніздиться підвид M .f. feldegg і ще 11 підвидів трапляються на прольоті і зимівлі) і довгодзьобий щеврик (Anthus similis, в Ізраїлі гніздиться левантський підвид A. s. captus). Біла плиска є одним з найчисельніших візуально спостережуваних пролітних видів в міській межі. У заповіднику Хула успішно здійснена програма по залученню білої плиски до гніздування в спеціально розроблених гніздових будиночках. Ще два види плисок — гірська (Motacilla cinerea) і жовтоголова (Motacilla citreola), як і вісім видів щевликів — гірський (Anthus spinoletta), лісовий (Anthus trivialis), червоногрудий (Anthus cervinus), американський (Anthus rubescens), Річарда (Anthus richardi), плямистий (Anthus hodgsoni), польовий (Anthus campestris) і лучний (Anthus pratensis) — є пролітними і зимуючими видами, в невеликих кількостях літуючими. Неодноразово спостерігався в Ізраїлі щевлик Годлевського (Anthus godlewskii).
Чотири види мухоловкових трапляються в Ізраїлі як рідкісні пролітниі види — мала мухоловка (Ficedula parva), мухоловка-строката (Ficedula hypotenuse), напівошийникова мухоловка (Ficedula semitorquata) і мухоловка білошия (Ficedula albicollis). Часто в населених пунктах на півночі і в центрі країни на прольоті сіра мухоловка (Muscicapa striata) гніздиться (підвид M. s. naumanni).
Поширеними птахами міст та сільської місцевості в Ізраїлі є: хатній (Passer domesticus) і чорногрудий (Passer hispaniolensis) горобці, чорний дрізд (Turdus merula), велика синиця (Parus major), бюльбюль (Pycnonotus xanthopygos; ще один номінант на звання «птаха Ізраїлю»), галка (Corvus monedula), чорна ворона (Corvus corone cornix), чорноголовий щиглик (Carduelis carduelis, який також претендував на звання «птах Ізраїлю»), зеленяк (Carduelis chloris) і коноплянка (Carduelis cannabina). Часто бувають
також кам'яний горобець (Petronia petronia), шпак звичайний (Sturnus vulgaris) і зяблик (Fringilla coelebs) (гніздяться в осінні і зимові місяці). Поблизу від людського житла мешкають одуди (Upupa epops), оголошені «птахом Ізраїлю», і сойки (Garrulus glandarius).
Звичайним птахом для пустельних районів є пустельний крук (Corvus ruficollis). У хащах чагарників живуть кам'яні кеклики (Alectoris chukar), пустельні куріпкові (Ammoperdix heyi) і турачі (франколіни, Francolinus francolinus); перепілки (Coturnix coturnix), які нині рідкісні. Полювання на останніх раніше було дуже популярне, але бедуїни все ще продовжують ловити їх сітками на середземноморському узбережжі Синаю (в Єгипті). Постійно трапляється також лежня (Burhinus oedicnemus).
Інші поширені птахи Ізраїлю — просянка (Emberiza calandra), ластівка сільська (Hirundo rustica), африканська скеляста ластівка (Ptyonoprogne fuligula), палестинська нектарниця (Cinnyris osea, також номінована на звання «птах Ізраїлю»), середземноморська кропив'янка (Sylvia melanocephala), арабська дроздова тимелія (Turdoides squamiceps), сирійський дятел (Dendrocopos syriacus), пустельний жайворонок (Ammomanes deserti). Швидко поширюються по всьому Ізраїлю майна (Acridotheres tristis), що прилетіли з Східної Азії.
В останні десятиліття в центрі країни з'явилася і зростає популяція двох видів папуг: папуг-ченців (Myiopsitta monachus) і папуг Крамера (Psittacula krameri, драра), останні відчутно шкодять сільському господарству. Ймовірно, початком популяцій стало здичавіння домашніх папуг і «втечі» папуг із зоопарку.
Сирійський підвид африканського страуса (Camellus camellus ssp. syriacus), що раніше мешкав на Близькому Сході, був винищений на території Палестини ймовірно в результаті неконтрольованого полювання ще в 1920-х роках. Останні представники цього підвиду були здобуті в Йорданії та Саудівській Аравії в кінці 1960-х років. Зі створенням у Араві розплідника — заповідника Хай-Бар Йотвата, був покладений початок відтворенню популяції страусів в Ізраїлі. Для цієї мети сюди були завезені кілька птахів з Ефіопії, що були найбільш генетично близькими зниклому підвиду. Протягом багаторічної роботи по розведенню в заповіднику утворилася популяція з 50 птахів. В 2005 році перша група з 13 в основному молодих особин була випущена в природу, але жодній птиці не вдалося вижити. Чотири птахи потрапили в пастки на кордоні з Йорданією, одна птиця була застрелена єгипетським прикордонником і одна загинула з незрозумілої причини. Частина просто зникла, можливо, перейшовши на територію Синаю. Враховуючи попередній сумний досвід, у другу групу з чотирьох птахів, випущену в 2006 році, увійшли більш дорослі особини. Але і вони загинули, ставши жертвою хижаків. Після цього єдина в світі програма з відтворення популяції страусів в дикій природі була припинена.

### Плазуни
В Ізраїлі мешкає понад 90 видів рептилій, в тому числі 80 не морських видів. 14 % видів рептилій є ендемічними для Ізраїлю (зрідка можуть траплятися в сусідніх країнах), в тому числі 6 видів ендемічні для північних районів країни і 8 — для південних.
Найбільшим видом ряду лускатих в Ізраїлі є єдиний представник родини варанових — пустельний варан (Varanus griseus), що досягає півтора метрів в довжину і більше двох кілограмів ваги. Трохи поступається йому в довжині (до 120 см) жовтопузик (Ophisaurus apodus) — безнога ящірка, єдиний в Ізраїлі вид родини веретільникових.
Єгипетський шипохвіст (Uromastyx aegyptius) є найбільшим видом родини агамових в Ізраїлі. Він населяє кам'янисті пустелі Негеви, досягаючи довжини 75 см і не поступаючись у масі тіла варану. Раніше на нього полювали бедуїни заради м'яса і міцної шкіри; делікатесом серед бедуїнів також вважаються його яйця. Інший вид роду шипохвостих — шипохвіст прикрашений (Uromastyx ornata). Він значно поступається в розмірах своєму родичу і досягає лише 35 сантиметрів в довжину. У 80-х роках XX століття через відсутність досить повної інформації про стан виду в районі його ареалу (Ейлатські гори), були випущені молоді особини, виловлені на Синайському півострові. Можливо в результаті змішування двох популяцій відбулось поширення серед прикрашеного шипохвоста раніше невідоме шкірне захворювання. Це захворювання, як і безперервний вилов браконьєрами прикрашених шипохвостів для продажу, і пресинг з боку зростаючої кількості туристів, призвело до необхідності взяти вид під охорону, як такий що знаходиться під загрозою зникнення.
Азійські гірські агами представлені в Ізраїлі одним видом — стеліоном (Stellagama stellio). Він широко поширений по всій країні в кам'янистих місцевостях і має ті ж розміри, що і прикрашений шипохвіст. Представників цього виду часто вбивають через забобонні страхи. В Ізраїлі трапляються два підвиди цього виду — темніший і менший за розміром Stellagama stellio ssp. picea, що населяє північну частину країни, і світліший і більший південний підвид Stellagama stellio brachydactyla. Іншими представниками агамових є два види роду рівнинних агам — агама Савіньї (Trapelus savignii) і Trapelus agnetae (синонім pallidus). Популяції першої загрожує посилена розробка її природного біотопу — піщаних пустель — під будівництво і сільське господарство. Також поширений і монотипний рід синайської агами Pseudotrapelus (Pseudotrapelus sinaitus). Усі три види є властивими пустельних і напівпустельних районах країни.
У той час як один з двох підвидів звичайногої хамелеона — Chamaeleo chamaeleon ssp. recticrista є звичайним для Ізраїлю представником родини хамелеонових, інший його підвид — Chamaeleo chamaeleon ssp. musae, що живе у піщаних дюнах північно-західного Негева, піддається небезпеці зникнення. Зникнення спричинене інтенсивним освоєнням пустелі під сільське господарство і широкою розробкою дюн для видобування будівельного піску. Більша частина ареалу цього підвиду в Ізраїлі знаходиться на території армійських полігонів, що не сприяє його збереженню
Tropiocolotes nattereri — єдиний представник роду карликових геконів в Ізраїлі, що досягає шести сантиметрів у довжину. Він є найдрібнішим представником лускатих в країні. Населяючи пустельні райони півдня країни, він розділяє біотоп з іншими представниками родини геконових. Серед найближчих до нього за розмірами (7-8 см) є пустельний вузькопалий гекон (Stenodactylus sthenodactylus), який проникає далеко на північ, досягаючи Хайфи і Йорданської долини. Два інші види цього роду — єгипетський вузькопалий гекон Stenodactylus petrii (в Ізраїлі є уразливим видом) та іракський вузькопалий гекон Stenodactylus doriae (ізраїльська популяція на межі зникнення), мають більші розміри і мешкають тільки в піщаних пустелях.
Найпоширенішим і найвідомішим видом геконів Ізраїлю є турецький напівпалий гекон (Hemidactylus turcicus), що трапляється на всій території країни і в будь-яких біотопах. Передбачається, що цей гекон згадується в Біблії як анака. Плямистий віялопалий гекон (Ptyodactylus guttatus) поширений від Кармеля і до Ейлата, де трапляється і віялопалий гекон Гассельквіста (Ptyodactylus hasselquistii). Обмежений ареал останнього (що включає крім Ейлатських гір тільки південь долини Арави і представляє північну межу поширення виду) робить його вразливим головним чином через незаконний відлов для продажу у тераріуми. Голанські висоти, Галілея і північ Йорданської долини (до Ашкелона на півдні) населяє Ptyodactylus puiseuxi (відомий як левантійський або ізраїльський віялопалий гекон, а в самому Ізраїлі — як галілейський гекон), що трапляється не тільки в розколинах скель, але і в пустотах і інших придатних для життя місцях в дерев'яних будинках.
Два з трьох видів роду тонкопалих геконів мають в Ізраїлі дуже обмежений ареал. Cyrtopodion amictopholis знаходиться під загрозою зникнення через інтенсифікацію туризму, будівництво військової інфраструктури в районі проживання і незаконну торгівлю.  Можливоцей вид є ендеміком Хермона. Цей вид населяє розколини скель на висоті від 1300 метрів і вище. Cyrtopodion scabrum вперше зареєстрований в Ізраїлі лише в 1989 році в районі Ейлата і, ймовірно, знаходиться в стадії інвазії. Третій вид — середземноморський гекон (Cyrtopodion kotschyi). Сьогодні включається в рід середземноморських тонкопалих геконів (Mediodactylus). Цей вид веде деревний спосіб життя на приморській смузі від ліванського кордону до Ашкелона.
Найпоширенішим з 8 видів родини сцинкових Ізраїлю становить європейський веретеноподібний сцинк (Chalcides ocellatus), що трапляється по всій території країни. Якщо популяції європейського веретеноподібного сцинка в Ізраїлі в даний час ніщо не загрожує, то майбутнє другого виду з роду веретеноподібних сцинків— веретеноподібного сцинка Гюнтера (Chalcides guentheri) — знаходиться під загрозою. Південно-західна межа світового ареалу цього виду проходить по Ізраїлю. У найбільшій небезпеці знаходиться популяція, що населяє прибережну смугу вздовж Середземного моря, зважаючи на урбанізацію територій і зникнення місць проживання. Найбільший з сцинкових Ізраїлю — довгоногий сцинк (Eumeces schneideri) — досягає в довжину 50 сантиметрів. Північний його підвид — Eumeces schneideri ssp. pavimentatus — населяє будь-які типи ґрунтів за винятком піщаних дюн від Дімони до північної межі Ізраїлю. Цей підвид віддає перевагу кам'янистим ділянкам, порослим невисоким чагарникам, але й не уникає поселення на оброблюваних землях і місцях поблизу людського житла. Більш рідкісний південний підвид — Eumeces schneideri ssp. schneideri — населяє посушливі райони від північного Негева і до Ейлата. Будь-які види ґрунтів, крім пісків, підходять і єгипетській мабуї (Trachylepis vittata), що в Ізраїлі поширена від Хермона до Північного Негева. Цей сцинк веде денний спосіб життя і найчастіше спостерігається під час полювання між каменів. Найяскравіше забарвлений аптечний, або звичайний сцинк (Scincus scincus), у якого блискуче забарвлення верхньої частини тіла варіюється від жовто-піщаного до коричнювато-жовтого або помаранчевого. Низ тіла білий або кольору слонової кістки. Дорослі особини мають на спині і хвості темні поперечні плями, що створюють смугастий малюнок. Подовжена верхня щелепа, яка перешкоджає потраплянню в рот піску при підземному полюванні, робить його схожим на мініатюрного крокодила. Веде денний спосіб життя, полюючи за різних комах у післяобідні та ранні вечірні години, як на поверхні, так і під землею. Сушене м'ясо аптечного сцинка здавна використовується в народній медицині для лікування найрізноманітніших хвороб, а також досі входить в раціон бедуїнів. В Ізраїлі вид населяє піски північного Негева, які є північно-східною межею ареалу підвиду Scincus scincus ssp. scincus. Ізраїльська популяція вважається вразливою головним чином через знаходження великих піщаних ділянок у межах військових полігонів, розробки їх під піщані кар'єри та будівництва опріснювальних станцій в зоні дюн біля морського узбережжя.
Найменшим представником сцинкових у фауні Ізраїлю є вид з роду гологлазів Ablepharus rueppellii. Довжина тіла від носа до основи хвоста дорослих особин становить лише 1,7-4,5 см, з хвостом до 10 см. Два підвиди цього виду живуть від кордонів з Ліваном і до центрального Негева. Найбільшу частину ареалу населяє підвид Ablepharus rueppellii ssp. rueppellii. В якості середовища проживання полюбляє скупчення опалого листя та каміння, але нещодавно виявлений і в дюнах Західного Негева. На Голанських висотах і на Хермоні мешкає підвид Ablepharus rueppellii ssp. festae, загальний ареал підвиду не перевищує 1200 км². За межами ареалу трапляється тільки на обмеженій території в Йорданії. Рідкісним і маловивченим видом сцинків з огляду на вкрай таємний спосіб життя є змієящірка Латаста (Ophiomorus latastii) — єдиний представник роду змієящірок. В Ізраїлі цей вид рідко досягає довжини 20 сантиметрів і відомий по 14 ізольованим популяціям. Відмінною рисою виду є відсутність ніг, що робить його представників схожими на невеликих змій. Рідкісна можливість побачити цього сцинка, що в основному веде підземний спосіб життя, у природі найчастіше представляється на руїнах поселень, де він ковзає між каменями в пошуках комах. Клиноголовий сцинк (Sphenops sepsoides), що веде нічний спосіб життя, населяє виключно піски північно-західного Негева, Арави і дюни середземноморського узбережжя Ізраїлю на північ до Атліту. Цей сцинк має піщане забарвлення і середні розміри до 20 см, з котрих половина припадає на хвіст. Цей вид поступово зникає з невеликих піщаних масивів центрального Негева, ймовірно, зважаючи на їх відірваність від основного ареалу. Циліндричне тіло сцинка з короткими, тонкими і слабкими ногами з мініатюрними пальцями поряд із зигзагоподібним пересуванням робить його, як і змієящірку Латаста, схожим на невелику змію.
Гребністі ящірки (Acanthodactylus) — середніх розмірів (від 13 до 25 см) ящірки, що ведуть денний спосіб життя, — населяють в Ізраїлі піщані і лісові ґрунти Негева і Арави, проникаючи на північ уздовж дюн середземноморського узбережжя Ізраїлю до Рішон-ле-Ціона. Число видів, представлених в Ізраїлі, змінюється в результаті перегляду таксономії роду. Так, аналіз ДНК ящірок, які відносяться до видів Acanthodactylus boskianus (в Ізраїлі поширений підвид Acanthodactylus boskianus ssp. asper) і Acanthodactylus schreiberi (в Ізраїлі трапляється підвид Acanthodactylus schreiberi ssp. syriacus), проведений на підставі припущення, що обидва види є насправді лише підвидами одного з них, дав підтверджуючі результати. Також були отримані дані про генетичну відміну ізраїльської популяції Acanthodactylus boskianus від решти світової популяції. Крім того, в результаті перевірки наукових колекцій було виявлено, що деякі з примірників, раніше віднесених до виду Acanthodactylus boskianus, належали до описаного в 1980 році виду Acanthodactylus opheodurus. Основна частина ареалу цього виду в Ізраїлі знаходиться в пісках Арави. Представники виду заселяють також піски в районі Дімони і кібуцу Ревівім. Судячи з останніх досліджень, ізраїльські ящірки, що раніше відносились до виду Acanthodactylus longipes, відносяться до недавно (2007) виділеного самостійного виду Acanthodactylus aegyptius. Ці невеликі і рухливі ящірки, що населяють піски західного Негева, розділяють їх із зовні схожими представниками виду Acanthodactylus scutellatus (в Ізраїлі представленого номінативним підвидом Acanthodactylus scutellatus ssp. scutellatus).
Три види гребнистих ящірок внесені в Червону книгу Ізраїлю. Стан виду Acanthodactylus aegyptius вважається вразливим. Популяції двох з шести видів роду — трапляється, крім Ізраїлю, лише в Лівані Acanthodactylus schreiberi і ендемічної для Ізраїлю гребнистої ящіки Acanthodactylus beershebensis — знаходяться в критичному стані. Acanthodactylus beershebensis  —  рептилія, яка була вперше описана як окремий вид в 1999 році за екземпляром з Ваді-Ятир на схід від Беер-Шеви. Цей вид неквапливо пересувається (на відміну від інших представників роду), був раніше одним з найпоширеніших на лісових ґрунтах північного Негева і півдня Юдейської пустелі. З початком інтенсивного освоєння цих районів заселена ними територія зменшилася більш ніж на 90 %. В даний час збереглися лише невеликі розрізнені популяції, загальний ареал яких зараз становить близько 200 км².
У гілках чагарників або на стовбурах дерев, невисоко від землі в денний час можна побачити красиву змієголовку (Ophisops elegans, в Ізраїлі трапляється підвид Ophisops elegans ssp. ehrenbergi), що полює на комах. Це невелика (до 20 см завдовжки) ящірка, що заселяє середземноморське узбережжя Ізраїлю до межі з пустелею. Ізольовані популяції цього виду існують і в центральному Негеві, де вважають за краще селитися в заростях колючого чагарника виду Sarcopoterium spinosum. Це один з небагатьох видів ящірок, які трапляються в населених пунктах.
Раніше вважалося, що рід Phoenicolacerta представлений в Ізраїлі двома підвидами одного виду Phoenicolacerta laevis. Пізніше була популярною точка зору згідно з якою це два різних види — Phoenicolacerta laevis і Phoenicolacerta kulzeri. Підвид Phoenicolacerta kulzeri kulzeri, відомий в Ізраїлі як хермонська ящірка, вкрай рідкісний у цій країні. Він трапляється лише на Хермоне на висотах 1500 метрів над рівнем моря і вище. Вид знаходиться під загрозою зникнення — весь його світовий ареал обмежений 500 км² на території Ізраїлю, Лівану, Сирії та Йорданії.  Вид мешкає в горах і його окремі популяції відрізані одна від іншої. Вид занесений до Міжнародної Червоної книги та Червоної книги Ізраїлю. Phoenicolacerta laevis (номінативний підвид Phoenicolacerta laevis laevis), що населяє центральну і північну частини країни, є звичайним але нечисленним видом, що часто трапляється в населених пунктах.
Серед плазунів, що мешкають в Ізраїлі, із сорока одного виду змій — дев'ять з них отруйні. Найпоширенішими видами серед них є палестинська гадюка Вернера (Vipera palaestinae) і ефа (Echis colorata).  Інші види гадюк рідше трапляються. На півдні в зв'язку з розширенням сільськогосподарських земель розширюється також ареал чорної кобри (Walterinnesia aegyptia). Ящіркова змія (Malpolon monspessulanus) іноді трапляється і в забудованих районах, проте отрута її для людини безпечна.
Переважно підземний спосіб життя ведуть схожі на великих черв'яків 2 види змій з родини сліпунів — звичайна сліпун (Typhlops vermicularis) і Letheobia simonii. Останній описаний за голотипом з Хайфи та ендемічний для Ізраїлю і Йорданії (а також, ймовірно, для Сирії). Підземний спосіб характерний і для одного виду родини вузькоротих змій — Myriopholis macrorhynchus. Цей вид є найбільшим в родині і досягає 25 см у довжину. Іноді їх можна зустріти в денний час на поверхні землі при полюванні на комах, які є основою їх їжею.
Західний удавчик (Eryx jaculus) є єдиним представником родини удавових змій в Ізраїлі. Ця неотруйна змія з середньою довжиною близько 60 см (максимальна — до 80 см), полює на дрібних птахів, гризунів і плазунів, убиваючи їх характерним для удавів способом (задушенням).
Підродина полозових представлена в Ізраїлі 20-ма широко поширеними видами, більшість з яких часто трапляється у різних насадженнях населених пунктів у пошуках гризунів і птахів. Такою поведінкою характеризується, зокрема, найбільша в Ізраїлі змія — полоз Dolichophis jugularis (в Ізраїлі мешкає підвид D. jugularis ssp. asianus). Ці змії досягають в довжину 2,4 м (за межами Ізраїлю до 3 м) і важать до 2 кг. Знищує гризунів розмірами до щура Dolichophis jugularis, приносячи користь сільському господарству. По Ізраїлю проходить північно-західна межа світового ареалу однією з найкрасивіших змій країни —  Platyceps elegantissimus. Ці змії мають контрастне жовто-чорне забарвлення і досягають 60 см в довжину.  Змія була вперше виявлена в Араві в 1953 році. Вид внесено до Червоної книги Ізраїлю: точна чисельність популяції невідома, але обмеженість ізраїльського ареалу лише південною частиною Арави, посилена розробка під сільське господарство, може призвести до зникнення виду з фауни Ізраїлю. Для двох інших видів полозів, внесених в Червону книгу Ізраїлю, регіон Ейлата і південної Арави є північною межею ареалу. Це Psammophis aegyptius, існуванню якого в Ізраїлі загрожує подальше забруднення пересохлих русел річок — його звичайного середовища проживання; і Platyceps sinai (раніше як Coluber sinai), до 90-х років вважався ендеміком Синайського півострова. Екземпляри Platyceps sinai, що трапляюлися в Ізраїлі, помилково класифікувалися як особини Platyceps elegantissimus.
Якщо попередні два види трапляються в південних районах країни, то Eirenis levantinus і різнобарвний полоз (Hemorrhois ravergieri) є мешканцями півночі. Останній в Ізраїлі взагалі спостерігався лише двічі, і обидва рази на горі Хермон. Ізраїль, мабуть, є найпівденнішою з країн розповсюдження цих видів. В Червону книгу Ізраїлю внесені і два види полоз-елафів — чотирилінійний Elaphe quatuorlineata (в Ізраїлі трапляється підвид E. quatuorlineata sauromates) і закавказький Zamenis hohenackeri (представлений підвидом Z. hohenackeri taurica). Для обох видів Ізраїль (Хермон і Голанські висоти) являє південну межу ареалу.
Ближче до узбережжя Середземного моря трапляються черепахи: середземноморська (Testudo graeca, в тому числі ендемічний для Близького Сходу підвид Testudo graeca floweri), каспійська черепаха (Mauremys caspica), африканський тріонікс (Trionyx triunguis) і зелена (Chelonia mydas). В Негеві трапляється різновид єгипетської черепахи Testudo werneri, що в Ізраїлі вкрай нечисленний (за оцінками 80-х років, 4-5 осіб на км²) і перебуває під загрозою зникнення. Швидко поширюється завезена з Америки червоновуха черепаха (Trachemys scripta). На берегах Ейлату виводять дитинчат черепахи-бісси (Eretmochelys imbricata). На спеціальних фермах в комерційних цілях також розводяться алігатори та інші види крокодилів (нільські, каймани, гавіали).
Дослідники Товариства охорони природи Ізраїлю вказують, що три види плазунів є знищеними на території Ізраїлю: нільський крокодил, гюрза (Macrovipera lebetina) і європейська болотна черепаха (Emys orbicularis).

### Земноводні
За останнє століття сильно постраждали чисельність і ареали земноводних Ізраїлю. Серед основних причин цього процесу — меліорація заболочених земель, зміни гідрологічного режиму водних джерел і забруднення біотопів. В результаті господарської діяльності людини сформувалися ізольовані один від одного ареали, які перешкоджають нормальному генетичному обміну в популяції. Іншими можливими загрозами для аборигенних видів є колекціонування тараріумістами і незаконна торгівля рідкісними видами. В останні роки з'явилася небезпека впливу на місцеву популяцію земноводних інтродукованих видів, здатних як створити конкуренцію в процесі добування їжі і розмноження, так і внести невідомі для них захворювання. На даний момент відомо про успішну інтродукцію в Ізраїлі гладенької шпоркової жаби (Xenopus laevis) — африканського виду, завезеного в Ізраїль для лабораторних цілей, що потрапив у водойми півночі країни.
У найповнішому списку видів земноводних Ізраїлю на початок XXI століття значилося шість видів (для чотирьох з яких по цій країні проходила південна межа їх світового ареалу) і один вимерлий — Latonia nigriventer. З моменту публікації були зроблені знахідки та розширили список живих ізраїльських видів до восьми. У 2013 році база даних AmphibiaWeb генерує для Ізраїлю список з 11 видів, три з яких, можливо, є синонімічними для інших (Hyla felixarabica і Hyla arborea для H. savignyi, а Pelophylax ridibundus для P. bedriagae).
Latonia nigriventer є ендеміком Ізраїлю, що належить до родини повитухових ряду безхвостих земноводних. Вперше була виявлена на східному узбережжі озера Хула в 1940 році. З 1996 року офіційно вважалася вимерлою, бо повідомлення про натрапляння на неї не надходили з 1955 року. Однак, у листопаді 2011 року кілька особин цього виду були відловлені в заповіднику Хула. Після вивчення жаби були повернуті в рідне середовище. За оцінками фахівців чисельність популяції оцінюється в 100—200 особин. Спочатку вид був віднесений до роду Discoglossus але після додаткових досліджень було встановлено, що він належить до роду Latonia, що розділився з родом Discoglossus близько 32 мільйонів років тому. Інші представники роду відомі тільки за скам'янілостями з Європи 15-тисячолітньої давності, що робить Latonia nigriventer живою копалиною.

Земноводні Ізраїлю
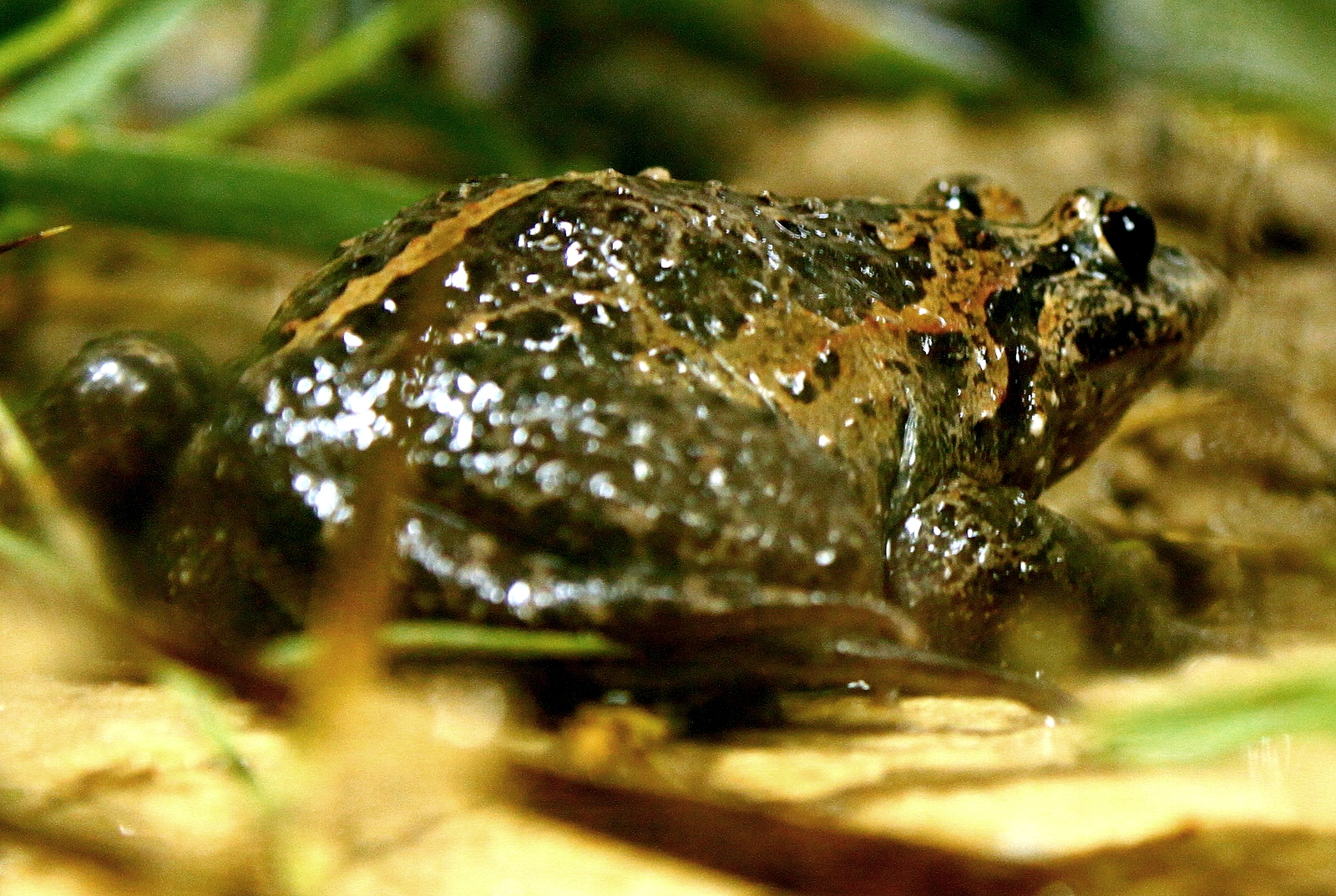
Latonia nigriventer
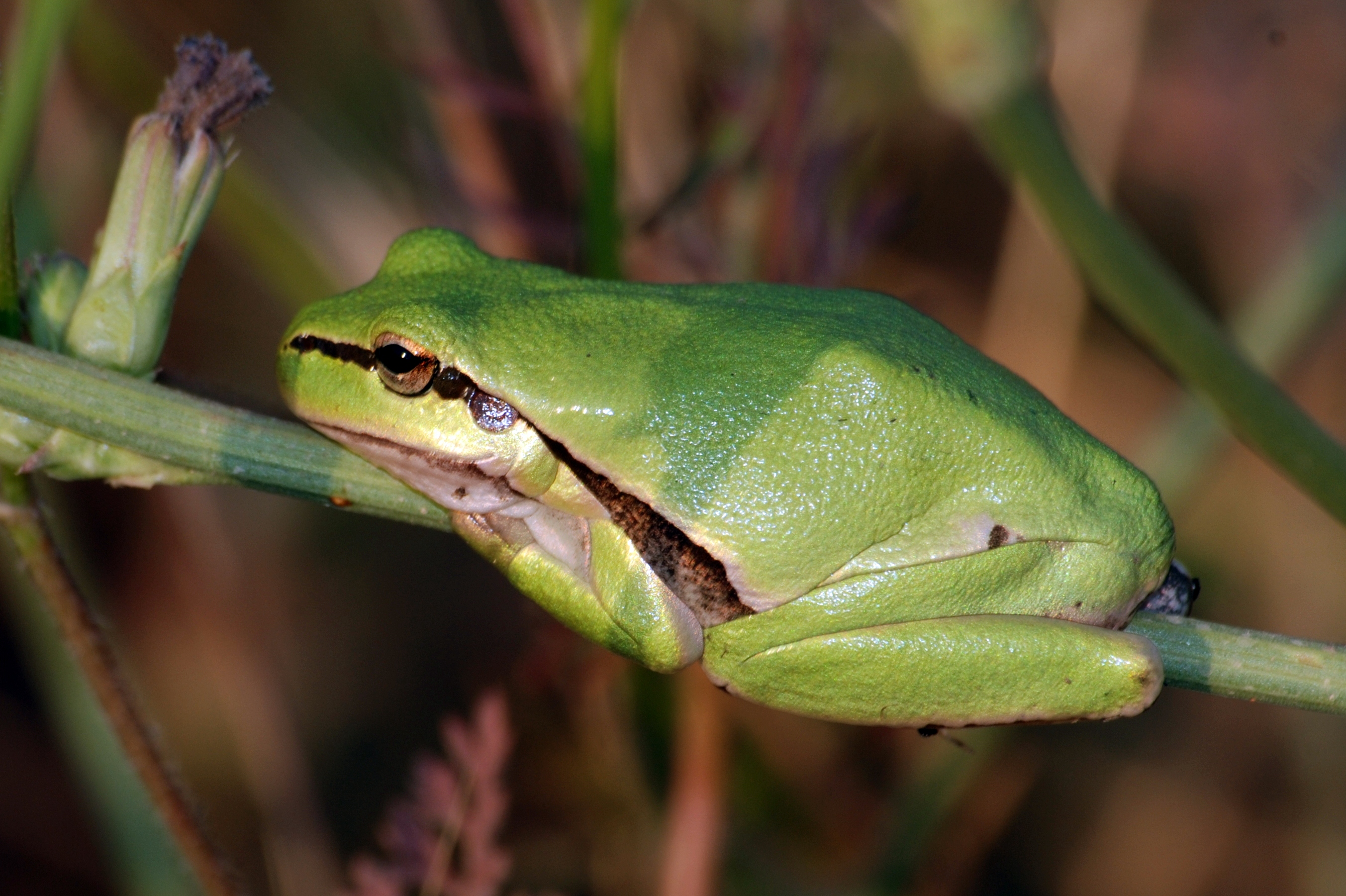
Hyla savignyi
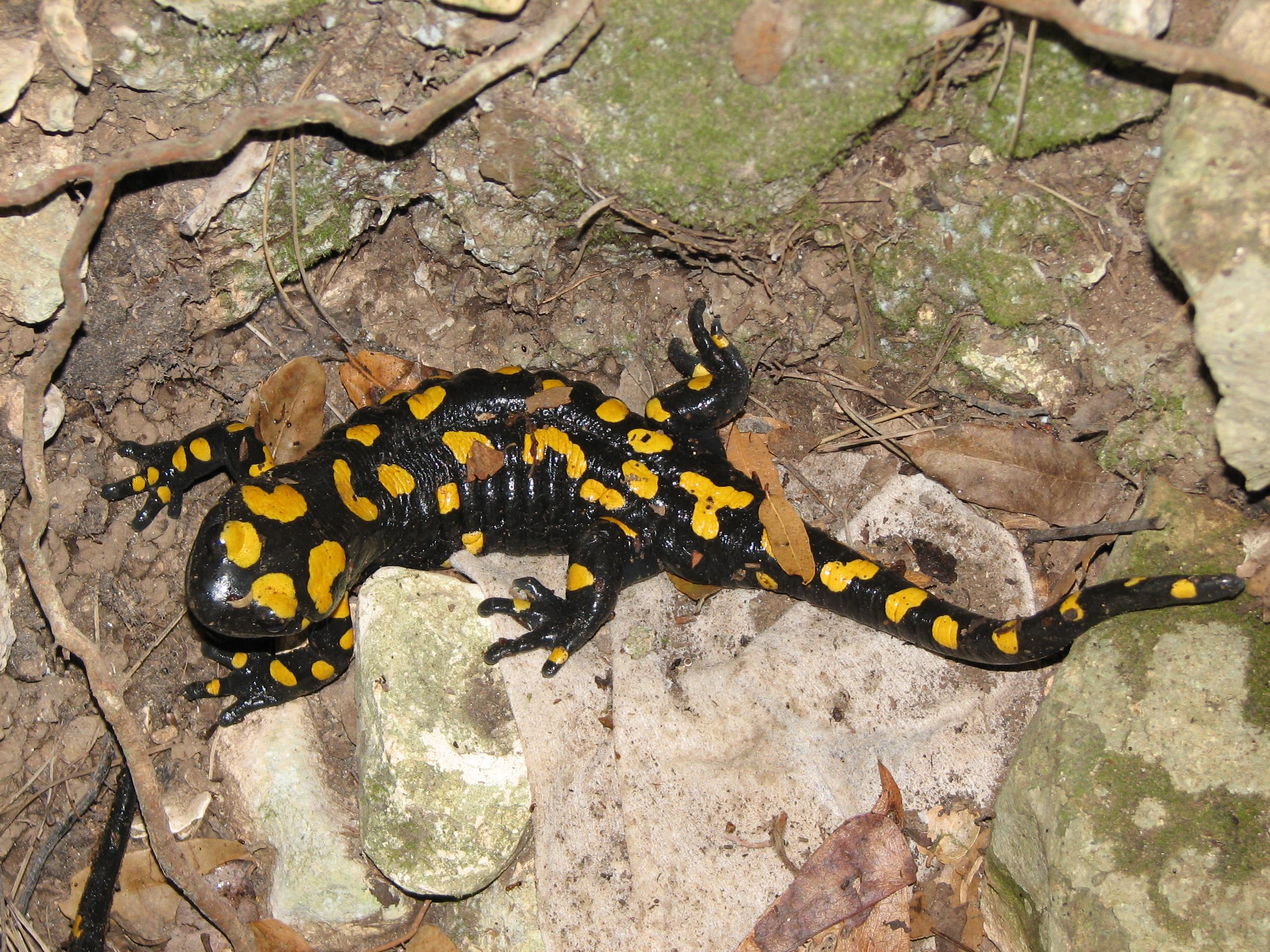
Salamandra infraimmaculata

Крім Latonia nigriventer ряд безхвостих земноводних в Ізраїлі представлений ще кількома родинами. Родина часничниці представлена одним видом — сирійською часничницею (Pelobates syriacus, в Ізраїлі мешкає номінативний підвид Pelobates s. ssp syriacus), ареал якої за останні десятиліття відсунувся на північ від Гази до району міста Холон. Відповідно на північ відсунулася і південна межа світового ареалу цього виду, що проходить по Ізраїлю. Єдиним видом родини жаб'ячих в Ізраїлі є найчисельніший вид земноводних цієї країни — левантійська жаба (Rana (Pelophylax) levantina). В минулому цей вид розглядався як різновид озерної жаби. Також одним видом — зеленою ропухою (Pseudepidalea viridis) представлена родина ропух. Деякі дослідники відносять ізраїльську популяцію до інших видів — Pseudepidalea variabilis або Pseudepidalea boulengeri.
Два види належать до родини райкових — Hyla savignyi (раніше розглядався як підвид звичайної райки Hyla arborea) і деревна жаба Стейніца (Hyla heinzsteinitzi), яка була описана як новий вид в 2007 році після публікації списку Товариства охорони природи. Цей новий вид названий на честь найстаршого ізраїльського морського біолога і герпетолога, керівника кафедри зоології Єврейського університету професора Хайнца Штайніца. Будучи ендеміком Ізраїлю, цей вид відомий лише з трьох водних джерел в Юдейських горах — Ейн-Фара, Ваді-Моца і резервуара Маміла в Єрусалимі.
Родина саламандрових ряду хвостатих земноводних представлена в Ізраїлі двома видами. Перший з них — Salamandra infraimmaculata (за іншою класифікацією, якої дотримується, зокрема, ізраїльський фахівець з земноводних Сариг Гафні, цей вид є підвидом вогняної саламандри Salamandra salamandra infraimmaculata). Другий вид ізраїльських хвостатих земноводних — тритон малоазійський (Ommatotriton vittatus; в Ізраїлі мешкає підвид Ommatotriton v. vittatus, загроза популяції якого різко зросла в останні роки у зв'язку зі скороченням ареалу на 70 %).
Одним із зобов'язань Ізраїлю, взятих на себе в рамках ратифікованою урядом у 1995 році міжнародної Конвенції про біологічне різноманіття, є збереження місцезростань видів. Для земноводних Ізраїлю це особливо актуально щодо дощових водойм — особливого екологічного середовища, що утворюється в заглибинах ґрунту природного або штучного походження, що наповнюються водою під час дощів. Пересихаючі дощові водойми з настанням посушливого періоду стають  середовищем для розмноження багатьох видів земноводних Ізраїлю. В останні десятиліття кількість дощових водойм різко скоротилося в основному в результаті господарської діяльності людини. Це призвело до зменшення чисельності земноводних. В результаті для шести видів земноводних Ізраїлю виникла загроза зникнення. Це змусило уряд вжити термінових заходів щодо їх збереження. У 1994 році був розроблений п'ятирічний план, в рамках якого повинні були бути створено 60 нових дощових водойм в заповідниках на додаток до взятих під охорону найбільших і найважливіших для розмноження земноводних дощових водойм країни.

### Риби
Коралові рифи Червоного моря біля берегів Ейлата дають притулок численним видам риб. За оцінкою Міністерства закордонних справ Ізраїлю, екосистема Ейлатського рифу налічує 1270 видів риб, що належать до 157 родин (з цього числа 190 видів ендемічні для Ізраїлю і його найближчих околиць), сотні видів коралів і 1120 видів молюсків. Іхтіофауна Червоного моря часто трапляється у середземноморського узбережжя Ізраїлю, іноді складаючи, за оцінками 1980-х років, більше сорока відсотків улову. Серед червономорських видів, представлених сьогодні в Середземному морі, близько 50 видів риб (а також 90 видів молюсків і 40 видів ракоподібних). Ряд видів риб в середземноморських водах представляють інтерес для промислового рибальства. Так, у 2005 році ізраїльськими рибалками в Середземному морі було виловлено більше 270 тонн китайської лакедри (Seriola dumerili), близько 260 тонн барабулі і близько 170 тонн круглої сардинки (Sardinella aurita), яка також є основною промисловою рибою в секторі Газа. На фермах, що спеціалізуються на вирощуванні морських риб, за той же рік було вирощено більше трьох тисяч тонн дорад.
За даними професора Менахема Горена (Тель-Авівський університет), іхтіофауна внутрішніх вод Ізраїлю представлена тридцятьма двома аборигенними видами риб восьми родин і 14-16 інтродукованими. Географічне розташування країни на стику континентів сприяло проникненню сюди як видів властивих Африканському континенту, Середземноморському басейну і басейну Червоного моря, так і Леванту і Центральної Азії, що заселили три різних водних басейни дванадцятьма відмінними одну від одної екосистемами (крім трьох геологічно обумовлених басейнів, ще один — басейн річки Яркон — може бути виділений на основі аналізу водної фауни). 12 видів риб ендемічні для цих басейнів, три з них вимерли з середини минулого століття. Найбагатша видами іхтіофауна долини річки Йордан — 26 видів — і озера Кінерет з 19 видами. На основі інформації, що надається базою даних FishBase, генерується список з 66 видів прісноводних риб, що трапляються в Ізраїлі, з яких 36 аборигенних.
З 13 видів африканських цихлід роду Sarotherodon лише один номінативний підвид Sarotherodon galilaeus.  Sarotherodon galilaeus ssp. galilaeus (неофіційна назва якої «риба Святого Петра» пов'язує її із сюжетом Євангелія) — властива Леванту і заселяє басейн річки Йордан, річок середземноморського басейну Ізраїлю і озеро Кінерет. Ця риба залишається однією з головних промислових риб Ізраїлю, незважаючи на падіння річного улову з більш ніж 300 тонн у 2005 році до 40 тонн за даними 2007 року. В останні роки державою вживаються заходи по відновленню цієї риби та інших видів промислових риб Кінерета (повна заборона комерційного рибальства в 2010-12 роках і на 60 днів у 2013 році в період нересту в північній частині озера). Мільйони малюків цього виду щорічно запускаються в озеро з риборозплідників кібуцу Гіносар, причому виключно з ікри риб місцевої кінеретської популяції. Специфічний для Леванту рід цихлових Tristramella включає в себе ендемічний для Ізраїлю вид Tristramella sacra, що мешкає в озері Кінерет (джерела розходяться в оцінці статусу виду — база даних FishBase визначає його як такий що знаходиться на межі зникнення, а в Червоній книзі висловлюється припущення про його повне зникнення), а також особливий підвид виду Tristramella simonis — T. s. intermedia, один з ендеміків озера Хула, зниклих в результаті його осушення. Інший підвид Tristramella simonis — T. s. simonis — є звичайною для Кінерета рибою. Єдиним з восьми видів ще одного властивого Африці роду цихлід Astatotilapia, що проник на Євразійський континент, є Astatotilapia flaviijosephi. В Ізраїлі населяє кам'янисті мілководдя річки Йордан, джерела в долині Бейт-Шеана і озера Кінерет. Існує небезпека його вимирання, зважаючи на невелику чисельності виду, роздробленість його ареалу, забруднення довкілля та вплив на популяцію змін в гідрологічному режимі. Широко поширений в Африці рід тіляпій, що представлений єдиним видом — Tilapia zillii. Він населяє в Ізраїлі не тільки прісні води (типовий для виду біотоп), але і малосолоні гирла річок у місцях впадання їх у Середземне море і навіть солону морську воду, створивши невеликі, але стійкі популяції.

Риби Червоного моря на поштових марках Ізраїлю
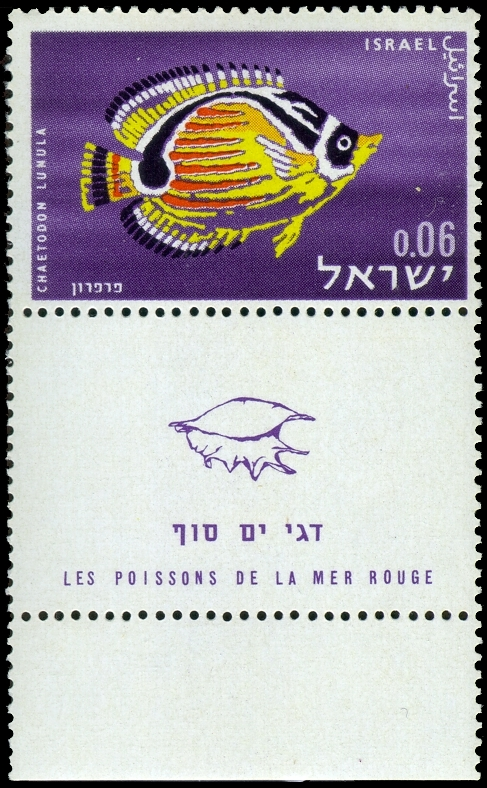
Chaetodon lunula
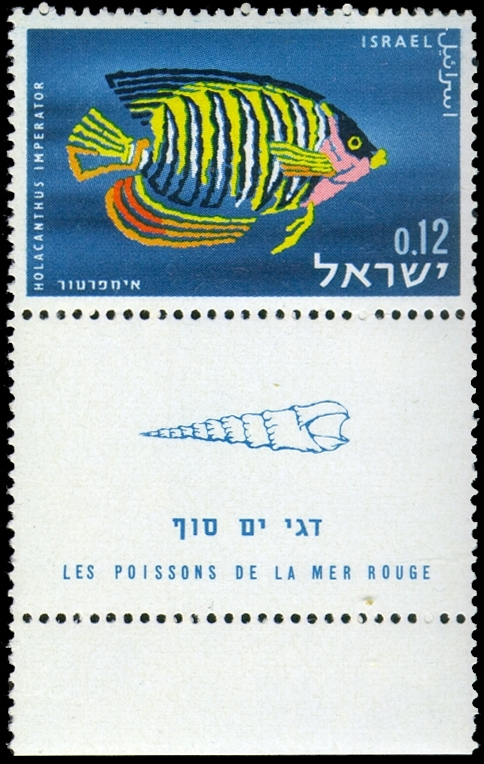
Риба-янгол імператорська (Pomacanthus imperator)
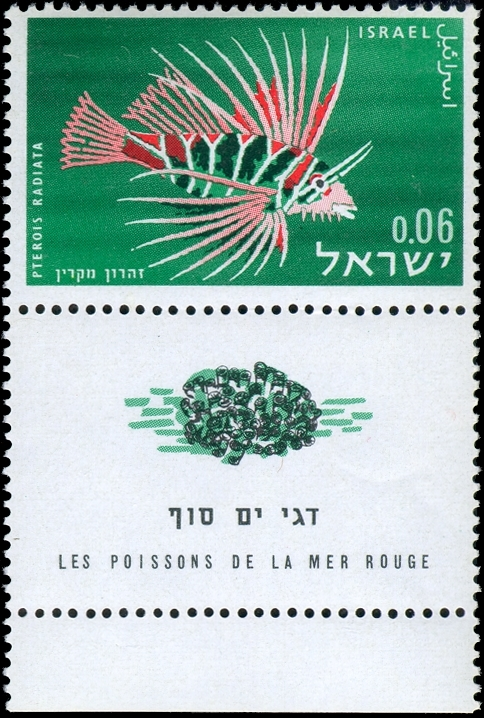
Pterois radiata
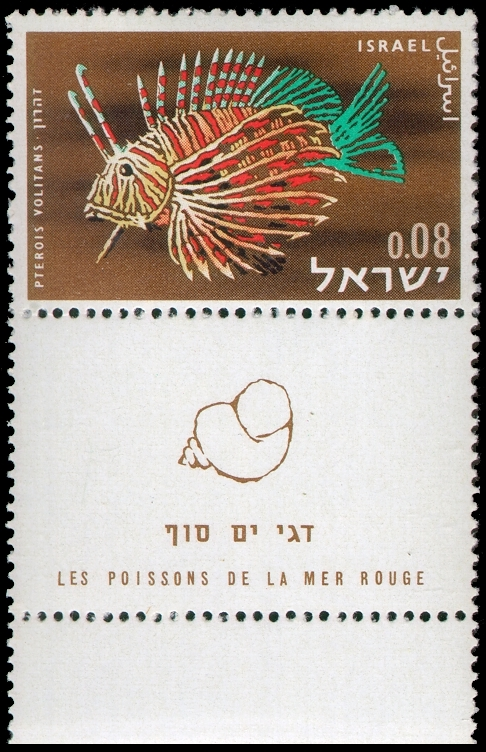
Крилатка смугаста (Pterois volitans)
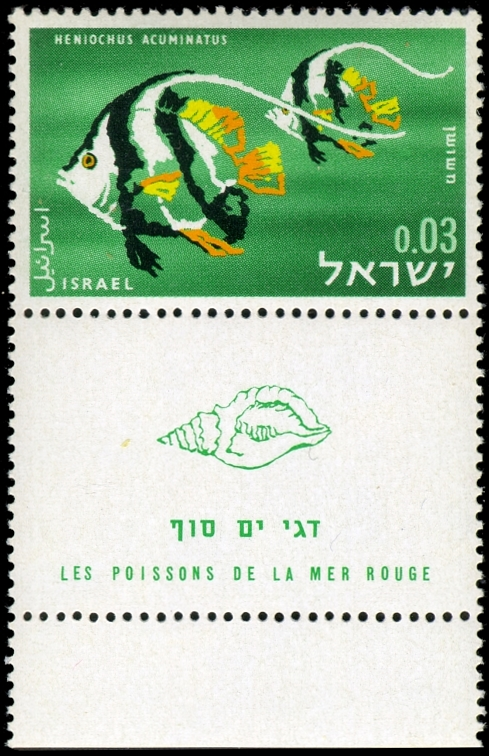
Кабуба білопера (Heniochus acuminatus)
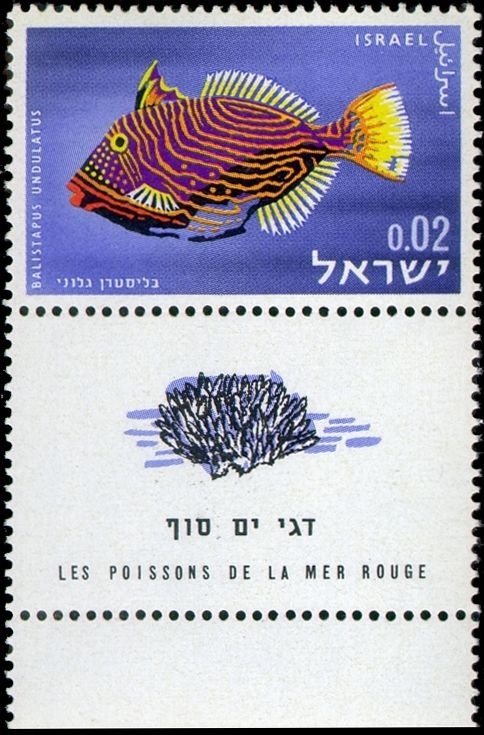
Balistapus undulatus
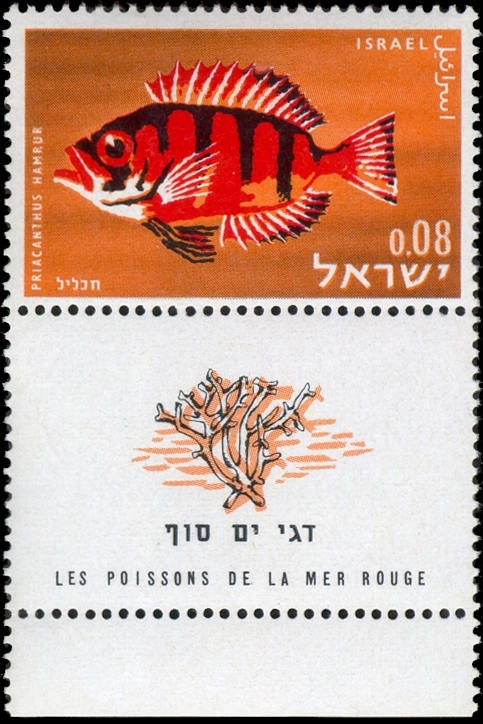
Priacanthus hamrur

Для іхтіофауни Ізраїлю були ендемічні, на додаток до вже перерахованих, ще кілька видів та підвидів прісноводних риб, що зникли в результаті меліорації. Прикладами таких видів можуть бути Oxynoemacheilus galilaeus і Mirogrex hulensis, колишні ендеміки озера Хула.  Mirogrex hulensis, що належав до родини коропових, був описаний як окремий вид в 1973 році, а остання зустріч з ним у природі датується 1975 роком, на підставі чого вид вважається вимерлим. Зниклий вид в Ізраїлі Oxynoemacheilus galilaeus з родини баліторових після осушення озера Хула зберігається в єдиному місці поза Ізраїлю — в озері Музайріб в Сирії, де його популяція знаходиться в критичному стані через відводи води.  Іншим вимираючим ендеміком Ізраїлю є Acanthobrama telavivensis, чиє існування поставлено під загрозу пересиханням прибережних ізраїльських річок. Зараз ведуться роботи з порятунку виду і повернення його в природне середовище. Ендемічна для Ізраїлю невелика, завдовжки кілька сантиметрів, рибка з родини баліторових Nemacheilus dori, була вперше описана в 1982 році. Весь світовий ареал цього виду спочатку був зосереджений на площі менше 100 м² в долині Бейт-Шеана, в джерелі Ейн-Малкоах, територія якого було оголошено в 1990 році особливо охоронюваним заповідником. В цілях збереження цього виду частина особин була переселена в джерело на територію заповідника Тель-Саарон. Загальна чисельність даного виду, що перебуває під загрозою зникнення, становить близько 250 дорослих особин. Ендемічна для Кінерету також Acanthobrama terraesanctae (кінеретська сардинка, стара назва Mirogrex terraesanctae) — популярна промислова риба; у 2005 році в озері Кінерет було виловлено близько 560 тонн риби цього виду.
В Ізраїлі робляться зусилля по збереженню прісноводної іхтіофауни. 120 заповідників і національних парків загальною площею 2000 квадратних кілометрів включають в себе болота і приморські райони. Умови існування рідкісних і малочисельних видів взяті під контроль і збереження. Серед видів, середовище проживання яких знаходиться під охороною, — Nemachelius dori (долина Бейт-Шеана), Nemacheilus panthera (Голанські висоти) і Garra ghorensis (прісноводні джерела в південній частині Мертвого моря, заповідник Неот Ха-Кікар).

### Членистоногі

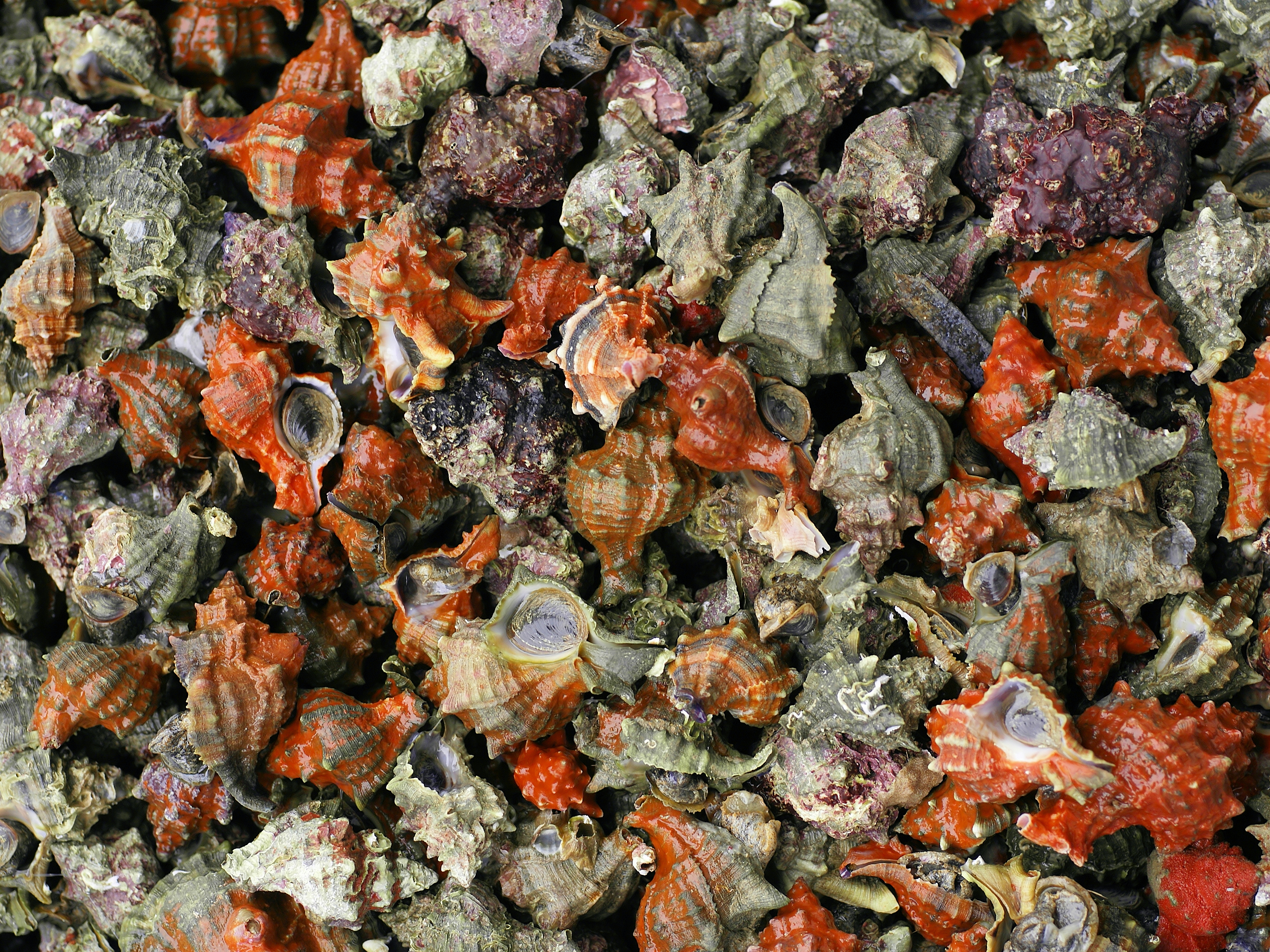
Murex trunculus

В Ізраїлі налічується більше 20 тисяч видів комах. Особливо численні акридоідеї (Acridoidea), які іноді завдають серйозної шкоди сільському господарству. Широко представлена надродина цвіркунів (Grylloidea) і клопів (Heteroptera).В Ізраїлі водяться три види тарганів (Blattoidea) і більше десяти видів богомолів (Mantodea). Ізраїльський сухий і жаркий клімат забезпечує різноманітність видів твердокрилих (жуків). Багато видів твердокрилих Ізраїлю є шкідниками сільського господарства. До їх числа належать златки, що завдають шкоди плодовим деревам; шкідники деревини (у тому числі меблі) —точильники; шкідники продуктових запасів — чорнотілки і шкіроїди; шкідники різних галузей землеробства і садівництва — вусачі та довгоносики. Широко представлені жужелиці (Carabidae), карапузики (Histeridae) і пластинчастовусі (Scarabaedia), зокрема, хрущі (Melolonthinae).
В Ізраїлі можна натрапити на співочих цикад (Cicadidae) і представників інших родин підряду Auchenorrhyncha, в тому числі різноманітних попелиць (Aphidoidea).

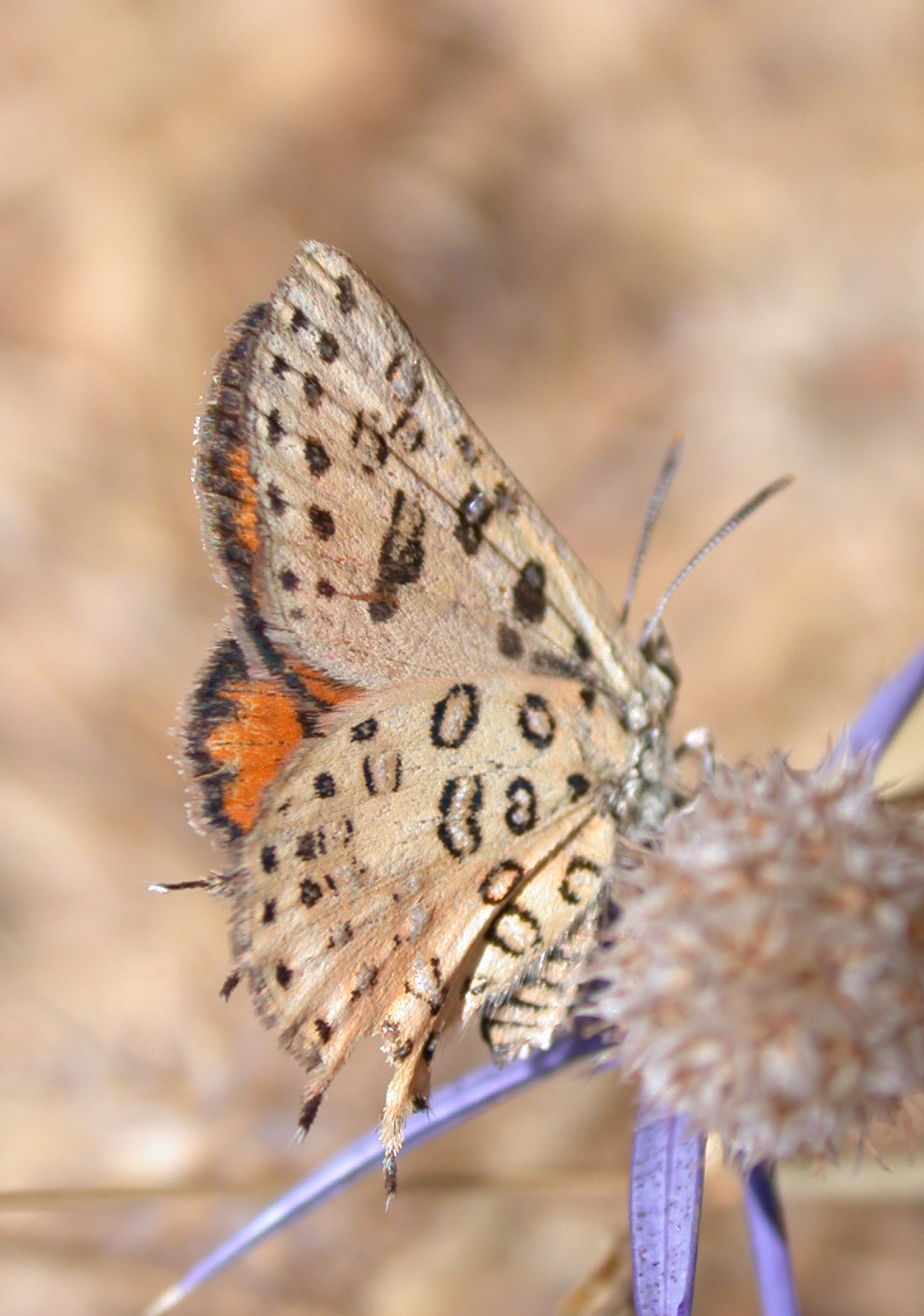
Apharitis cilissa, заповідник гори Мерон

В Ізраїлі зареєстровано близько  140 денних видів лускокрилих, які є представниками 5 родин, близько 25 тропічних видів та 15 пустельних. Більша частина лускокрилих (близько 100 видів) властива для палеарктичного регіону.  Найбагатшим на види метеликів є район, що прилягає до гори Хермон (близько 100 видів). Чим південніша і нижча територія — тим менша на ній різноманітність видів. Так, у Верхній Галілеї їх вже 75, в Юдейських горах — 65, в районі гори Кармель — 55, в прибережних долинах Шарон і Шфела близько 40, приблизно 30 видів в районі Беер-Шеви. Мала кількість видів (лише 25) в Араві і Ейлаті, ймовірно, зумовлена великою різноманітністю видів рослин і тривалістю їх вегетативного періоду у більш прохолодних районах країни. З 2009 року 14 видів денних метеликів охороняються законом. Найбільшими денними метеликами в Ізраїлі є 8 видів косатцевих, серед яких 3 види косатцюваті, 2 види роду Allancastria, подалірій (Iphiclides podalirius), мнемозина (Parnassius mnemosynne), а також один вид роду Archon. Найбільшою кількістю видів представлені синявцеві і німфаліди (47 і 37 видів відповідно). Вельми численні біланові (представлені 26-ма видами) і толстоголовки (23 види). Двом видам німфалід Ізраїлю властиві сезонні міграції. Наймасовішою є весняна міграція метелика Danaus хрісіпп з півдня на північ, що в окремі роки досягає мільйонів особин. Візуально менш виражений проліт будякового сонцевика (Vanessa cardui). Один з маршрутів весняної міграції з Африки в Європу для Vanessa cardui проходить через Ізраїль.
Нічні метелики Ізраїлю численні і різноманітні, серед них павиноочки (найбільший метелик Ізраїлю і Європи — павиноочка грушева (Saturnia pyri) — трапляється в Галілеї Perisomena caecigena), бражникові (Sphingidae), в тому числі і мертва голова (Acherontia atropos), совки (Noctuidae), хвилівки (Lymantriidae), похідні шовкопряди (Thaumetopea). В Израиле можно встретить редкие ближневосточные виды бабочек: Melitaea arduinna, Tomares nesimachus. В Ізраїлі можна натрапити на рідкісні близькосхідні види метеликів: Melitaea arduinna, Tomares nesimachus, Apharitis cilissa (вважався зниклим в Ізраїлі та виявлений знову на початку 1990-х років), Olepa schleini (ендемік прибережних районів Ізраїлю). У загальній складності в Ізраїлі захищені законом близько 10 % зареєстрованих тут видів метеликів.
Перетинчастокрилі в Ізраїлі представлені осами, як поодинокими (Eumenidae), так і паперовими. Серед паперових є і шершні (Vespa), укус якого може бути небезпечний і для людини. Медоносні бджоли Ізраїлю, що належать до породи, завезеної з Італії, відрізняються від місцевого сирійського різновиду більш високою продуктивністю. Для бджіл зроблений виняток у правилах кашрута: зазвичай, якщо тварина некошерна, то і все нею вироблене забороняється вживати в їжу. Але продукти діяльності бджіл (які самі по собі некошерні), насамперед мед, дозволені до використання.
Згідно опублікованого в 2009 році переліку видів родини мурах Ізраїлю, в країні було зареєстровано 241 вид і підвид цих комах у 46 родах і 11 підродинах. 25 таксонів є ендеміками Ізраїлю, а ще 24 види і підвиди трапляються лише в Ізраїлі та сусідніх країнах (Лівані, Сирії, Йорданії або Єгипті). Ступінь ендемізму становить близько 20 %, тобто рівень більш високий, ніж у інших груп хребетних або у твердокрилих.
Досить добре вивчена в Ізраїлі фауна червців із ряду клопів. Фауна представлена 166 видами з 13 родин, з яких 24 види (у тому числі всі сім видів роду Kermes) є ендеміками. Всі види червців живляться соком рослин, деякі з ізраїльських видів є шкідниками сільського і лісового господарства в національному масштабі. Іншою широко представленою в Ізраїлі надродиною клопів є попелиці — 194 види в 2 родинах: філлоксери (5 видів) і справжні попелиці (189 видів).
Довговусі двокрилі представлені різними видами москітів (Phlebotominae) і комарів (Culicidae). Перші є рознощиками лихоманки паппатачі і лейшманіозу. Комарі переносять західно-нільську лихоманку, а до робіт по осушенню боліт були також рознощиками малярії, яка на сьогоднішній день в Ізраїлі повністю ліквідована. З коротковусих двокрилих поширені ґедзі (Tabanidae), оводи (Gasterophilidae) і численні види справжніх мух (Muscidae). Деякі види дзюрчалок (Syrphidae) приносять користь сільському господарству, так як їх личинки поїдають тлю.
В опублікованому в 2013 році каталозі павуків Ізраїлю перераховані 631 вид і підвид з 49 родин. Для 280 видів Ізраїль є типовою місцевістю (тобто їх типові екземпляри виявлені на його території). Рівень регіонального ендемізму становить 37 %. Найбільшою кількістю видів представлені родини павуків-гнафозидів (126) і павуків-скакунів (108). На думку авторів каталогу Сергія Зонштейна і Юрія Марусика, в цій країні можуть бути виявлені ще близько 300—400 видів павуків, невідомих науці або таких, що трапляються в суміжних країнах. Прикладом нещодавно відкритого виду може бути виявлений в піщаних дюнах Смадар на кордоні між Ізраїлем і Йорданією в Араві вид Cerbalus aravaensis, що веде нічний спосіб життя і був невідомий раніше науці. З розмахом ніг у 14 см цей вид є найбільшим павуком з відомих на Близькому Сході. Небезпеку для людини представляють укуси лише двох видів ізраїльських павуків — каракурти і Loxosceles rufescens.
Недостатньо добре вивчені косарики Ізраїлю — підклас класу павукоподібних. За останніми даними, в Ізраїлі відомі 15 видів цих членистоногих, причому два з них відкриті останнім часом.
З павукоподібних також слід виділити скорпіонів, яких в Ізраїлі 17 видів і підвидів. Найнебезпечнішим з яких є жовтий скорпіон (Leiurus quinquestriatus), також відомий як ізраїльський пустельний скорпіон. Всього 5 видів дуже небезпечні та отруйні.
З дев'яти ендемічних для Ізраїлю видів ряду псевдоскорпіонів (представлених 11 родинами з 25 родами і 41 видом) найбільший інтерес представляє Ayyalonia dimentmani. Цей псевдоскорпіон, виявлений вперше в карстовій печері Аялон (поблизу міста Рамла). Він проіснував до виявлення мільйони років у відокремленій печерній екосистемі в умовах повної темряви, втрати пігментації і здатності бачити. Через таке існування він перейшов до харчування бактеріями. У 2006 році виділений в окремий монотипний рід Ayyalonia у відокремленій трибі Ayyaloniini.  Ayyalonia dimentmani входить в число восьми реліктових видів членистоногих, відкритих в печері Аялон в 2006 році. На думку дослідників, всі ці види розвивалися ізольовано протягом мільйонів років. Через такий розвиток у всіх восьми відсутні очі.
З ракоподібних Ізраїлю особливої уваги заслуговують два ендемічних реліктових види прісноводних креветок роду Tiphlocaris. Tiphlocaris galilea (відома в Ізраїлі як суміт га-Галіль — галілейська креветка) мешкає в джерелі Ейн-Нур на території монастиря в Табхі на півночі Ізраїлю. Креветка перебуває на межі повного вимирання внаслідок відводу вод струмка для потреб монастиря, що впливає на унікальний хімічний склад води і її температуру. З метою збереження цього унікального виду в 2013 році в Біблійний зоопарк в Єрусалимі були доставлені 20 дорослих особин галілейської креветки з метою розмноження у неволі та наступного повернення в природу. Другий вид — Tiphlocaris ayyaloni — був одним з реліктових видів членистоногих, відкритих в 2006 році в печері Аялон. Обидва види мають напівпрозоре тіло і не мають очей.
Також ендеміками Ізраїлю три види бокоплавів — Bogidiella copia, Habraeobogidiela bromleyana і Metacrangonyx ortali, що мешкають у прісноводних струмках в районі Мертвого моря.

### Молюски
З майже двох тисяч видів молюсків, що мешкають у морях, що омивають Ізраїль, слід виділити Murex trunculus. Цей вид використовувався у давнину на Землі Ізраїльській для добування природного барвника насиченого синього кольору (тхелет, івр. תְּכֵלֶת). Тхелет використовувався для фарбування святкових одягів і єврейських молитовних покривал (талітів). Довгий час секрет виготовлення тхелету вважався загубленим, і різні джерела висували свої версії про те, з яких молюсків він виготовлявся; зрештою взяла гору точка зору, обґрунтована в середині XIX століття Анрі Лаказом-Дютьє, підтверджена рабином Айзиком Герцогом. Технологія виробництва знову була розроблена в 1980-х роках ізраїльськими хіміками Егудом Спаніером і Отто Ельснером. В останні десятиліття цей барвник знову видобувається в обмежених кількостях .
.

## Вплив людини і зусилля по збереженню тваринного світу Ізраїлю
У міру розселення людини на території сучасного Ізраїлю відбувався усе більший вплив на дику природу країни, який спричиняв винищенню крупни1х видів тварин і шкідників сільського господарства. В країну ввозилися також нові види тварин, як для потреб сільського господарства, так і в якості декоративних тварин. Деякі з цих видів згодом утворили на території країни самодостатні популяції. В даний час дослідниками Тель-Авівського університету в межах країни налічується 22 інтродуковані види наземних хребетних; у цей список входить два види ссавців (індійська пальмова білка Funambulus pennantii і нутрія), два види рептилій (вже згадувана червоновуха черепаха, а також єгипетський гололапий гекон, Cyrtopodion scaber) і 18 видів птахів, серед яких, окрім вищезгаданих папуг-ченців, папуг Крамера і майн, такі великі види, як білощокий шилохвіст (Anas bahamensis), нільський гусак (Alopochen aegyptiacus) і блискучий крук (Corvus splendens). Широко поширена завезена турками в XIX столітті мала горлиця (Spilopelia senegalensis, в країні проживає кілька сотень тисяч особин) і  малабарська амадина (Lonchura malabarica), що потрапила в Ізраїль у 1980-ті роки. 12 інтродукованих видів птахів належать до шкідників сільського господарства, чотири з них (зокрема, блискучий крук і майна) погрожують місцевим видам; шкідником також є нутрія, а червоновуха черепаха, можливо, складає конкуренцію місцевим видам. У водоймах Ізраїлю налічується 29 інтродукованих видів риб, у тому числі завезена для боротьби з комарами західна гамбузія (Gambusia affinis). Із земноводних в Ізраїлі успішно інтродуковані гладенька шпоркова жаба (Xenopus laevis). Також зареєстровано 52 види інтродукованих наземних і прісноводних гастроподів, з яких 9 видів з плином часу вимерли. 34 з успішно інтродукованих видів трапляються тільки в середовищі людської життєдіяльності — у парках, садах, теплицях, на полях. Ареали деяких з них в Ізраїлі вкрай обмежені. Так, наприклад, невелика, але стабільна колонія равликів Rumina decollata існує лише в саду одного з монастирів Єрусалиму. Дев'яти видам (сім з яких — прісноводні молюски) вдалося створити стійкі природні популяції. Одному з цих видів — Physella acuta — навіть вдалося стати найпоширенішим прісноводним равликом Ізраїлю. Десять інтродукованих видів є сільськогосподарськими шкідниками.
У той же час низка видів, що мешкаюли на території країни з давніх часів, знаходяться під загрозою зникнення. У 2002 році в Ізраїлі був складений список видів хребетних під загрозою вимирання. До нього увійшли на той момент 12 видів ссавців, 13 видів рептилій, два види земноводних, 6 видів прісноводних риб і 15 видів птахів, що гніздяться, загроза існуванню яких була визнана найбільшою; ще 23 види були визнані вимерлими повністю або на території Ізраїлю. На основі списку була випущена книга Аміта Долева і Аві Перевелоцького «Червона книга загрозливих видів Ізраїлю — хребетні», опублікована Управлінням дикої природи і парків спільно з Товариством охорони природи. Книга містить інформацію про поширення видів, зміни їх чисельності, середовища існування та основні небезпеки, що загрожують їм, на глобальному та регіональному рівні. Згідно книзі, в світлі активної людської діяльності, що змінює вигляд країни з початку XX століття, 35 відсотків хребетних Ізраїлю знаходяться під загрозою зникнення (цей відсоток варіюється від 20 % птахів до п'яти з шести решти видів земноводних)Zafrir Rinat. (14 жовтня 2012). Pulling together to save Israel's butterflies (англ.). Ha'Aretz. Процитовано 16 жовтня 2013.. У загальній складності у список в 2002 році були включені 38 видів птахів пролітних та таких, що гніздуються. В оновлений список, складений до 2016 року, увійшли вже 65 видів. Три види — кобилочка солов'їна, шилодзьобка і двопятнистий жайворонок — перестали з 2002 року гніздитися в Ізраїлі; однак в той же час для чотирьох інших видів, які вважалися зниклими в регіоні (в тому числі рідкісна по всьому світу савка), статус був змінений на «знаходяться на межі зникнення» (всього видів з таким статусом перераховано 21). В результаті забруднення річок Сорек і Олександр загинули всі риби, які жили в них; інші прибережні річки Ізраїлю пересихають, в результаті чого зникла з Ізраїлю нільська тиляпія (Oreochromis niloticus), що мешкала тільки в річці Яркон. Осушення долини Хули призвело до зникнення цілого ряду видів риб, з них три ендемічних для Ізраїлю. В результаті господарської діяльності людини в Ізраїлі зникли понад 90 % природних водно-болотних угідь, які займали на початку XX століття близько 25 000 га. В даний час цей біотоп займає лише близько 800 га колишньої площі на території заповідників і приблизно 10 000 га на території штучних водойм — рибоводних ставків, відкритих водних резервуарів та ставів для очищення води.
| Частка зниклих і зникаючих видів серед хребетних Ізраїлю                                                            |
| --- |
| Дані наводяться за звітом Міністерства з охорони навколишнього середовища Ізраїлю, представленому в ООН у 2009 році |

|                        | Зареєстровані види | Вимерлі види | Види під загрозою вимирання |
| ---------------------- | ------------------ | ------------ | --------------------------- |
| Ссавці                 | 104                | 9            | 57                          |
| Гніздяться птахи       | 207                | 15           | 50                          |
| Плазуни                | 103                | 3            | 35                          |
| Земноводні             | 7                  | 1            | 5                           |
| Річкові та озерні риби | 32                 | 6            | 6                           |

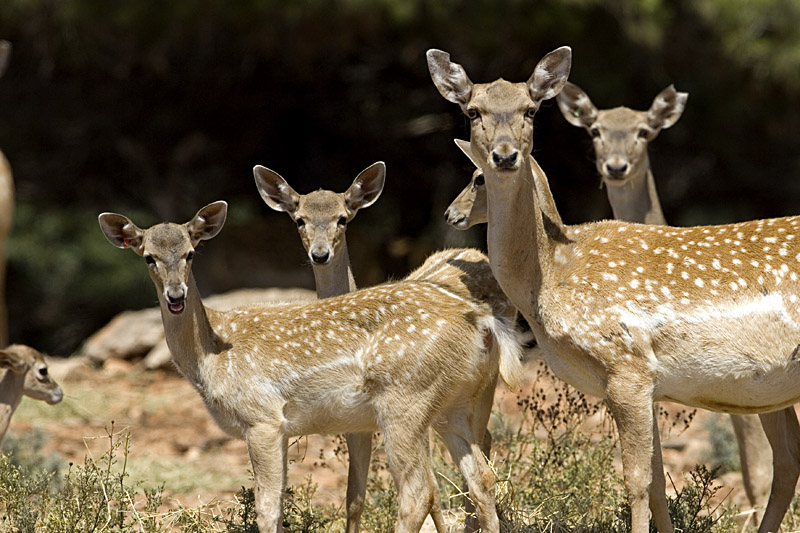
Месопотамська лань (Dama dama mesopotamica)

Загроза існуванню численних видів тварин на території Ізраїлю та сусідніх країн була вперше визнана в 1924 році, коли влада підмандатної Палестини випустила «Закон про збереження дичини», який, однак, дотримувався погано. Після проголошення Держави Ізраїль на території було заборонено полювання терміном на один рік, а в 1954 році прийнятий Закон про збереження диких тварин.
Всього до травня 2007 року в Ізраїлі налічувалося 190 заповідників і 66 національних парків, що займають в загальній складності 20 відсотків території країни і знаходяться у віданні Управління дикої природи і парків Ізраїлю; ще понад 200 об'єктів було запропоновано перетворити в заповідники і національні парки, і ці пропозиції перебували на різних стадіях розгляду. Одним з перших був узятий під захист кораловий риф Ейлата, а з 11 кілометрів ейлатського узбережжя 1,2 кілометра було оголошено заповідною зоною. У 1997 році Ізраїль приєднався до міжнародної Рамсарської конвенції про водно-болотні угіддя, в рамках якої особливий охоронний статус отримали два заповідника країни — Хула і Ейн-Афек.
Підтримана державою ініціатива громадської організації «Хай-Бар» щодо повернення в природу Ізраїлю зниклих видів ссавців і птахів привела до створення двох розплідників-заповідників. Першим є Хай-Бар Кармель на півночі Ізраїлю, що спеціалізується на розведенні та реінтродукції іранської лані, європе́йської козулі, муфлона, критського гірського козла і білоголового сипа. Другий розплідник-заповідник Хай-Бар Йотвата, на півдні країни в Араві, що працює над реінтродукцією аравійського орикса, кулана, страуса та інших видів, властивих пустельним і напівпустельним районам. Обидва заповідника відкриті для відвідувачів і при них діють інформаційно-освітні центри.
З 1990 року на горі Кармель за сприяння зоологічного центру Тель-Авівського університету і ряду природоохоронних організацій здійснюється спільний проект з відновлення популяції середземноморського сокола (Falco biarmicus). За наступне десятиліття в гірських районах півночі Ізраїлю — на Кармелі й у Галілеї — випущено в природу більше 40 особин цього виду. Незважаючи на постійну присутність середземноморського сокола в даних районах, інформацієї про його гніздування не надходило. Біблійним зоопарком Єрусалиму ведеться робота з повернення у природне середовище проживання видів тварин, зниклих в Ізраїлі, таких, як месопотамська (іранська) лань, єгипетська черепаха, барханний кіт орлан-білохвіст і африканський вухатий гриф. У загальній складності в Ізраїлі до 2009 року велися роботи по реінтродукції семи видів хребетних і були розроблені плани реінтродукції ще семи видів.
У 1994 році в мошаві Міхморет, що розташований на березі Середземного моря, була створена громадська природоохоронна організація «Ізраїльський центр вивчення і допомоги морським ссавцям», що діє спільно з Інститутом морських досліджень ім. Леона Реканаті Хайфського університету. Центр займається вивченням і порятунком морських тварин, головним чином дельфінів, пов'язаними з ними освітніми проектами, наглядом і законотворчою ініціативою щодо їх охорони. Є єдиною організацією подібного роду діяльності в Середземноморському регіоні.
Найбільшою та найстарішою незалежною громадською організацією в області охорони природи Ізраїлю є створене в 1953 році на хвилі протестів проти осушення озера Хула Ізраїльське товариство охорони природи. Товариство здійснює природозахисне лобіювання в органах влади (зокрема товариство було одним з ініціаторів написання Закону про захист диких тварин 1954 року і створення десятьма роками пізніше Національного управління заповідників). Також організація проводить масштабні кампанії, спрямовані на пропаганду дбайливого ставлення до довкілля серед населення. У XXI столітті Товариство спільно з Єврейським національним фондом реалізує проект Агурим ба-емек Га-Хула («Сірі журавлі в долині Хула»), що дозволяє досягти консенсусу між місцевими власниками сільськогосподарських угідь і природоохоронними організаціями з метою зменення шкоди, що наноситься посівам і врожаям десятками тисяч пролітних і зимуючих сірих журавлів. Реалізація проекту дозволила організувати освітній туристичний атракціон, який збирає в сезон прольоту десятки тисяч відвідувачів. Іншим проектом, здійснюваним Ізраїльським товариством охорони природи спільно з Національним управлінням заповідників при активній участі власників полів в долині Хула є робота по збереженню та відновленню гніздувальною популяції лучного дерихвоста. В рамках проекту проводиться контроль за участю волонтерів над польовими роботами в період гніздування. Також люди, залучені в проект, шукають місця гніздування пар на не використовуваних в сільському господарстві територіях шляхом установки на них макетів лучного дерихвоста і голосових приманок. У 1980-х роках в ізраїльській пресі були опубліковані матеріали з ендемічної біології для равлика Helix texta, ядро ареалу якого знаходиться в заповіднику Баніяс на півночі країни. Цей вид, називається в Ізраїлі хермонським равликом, є найбільшим представником гастроподів в країні. Публікація викликала інтерес у колекціонерів і торговців тваринами, які в короткий термін різко зменшили природну популяцію виду. Для збереження виду Національним управлінням заповідників в 1997 році були створені дві ділянки, які постійно охороняються. На створені ділянки були переселені близько п'ятдесяти особин равликів. Подальші спостереження показали, що проект по збереженню виду успішно був здійснений і стан виду став стабільним
В Ізраїлі регулярно проводиться ряд великих заходів екологічного характеру для залучення якомога більшої кількості учасників, приурочених, як правило, до щорічних єврейських свят. Серед них Йом Га-Нешер (День білоголового сіпа), що вже став традиційним і проводився в п'ятий раз (2013). Свято проходить в дні свята Рош Гашана в заповіднику Гамла.
Ізраїль бере участь і в міжнародних природоохоронних освітніх заходах — наприклад, таких, як Міжнародна ніч кажанів (в 2013 році проводилася в Ізраїлі третій рік поспіль). Міграційний потік птахів, що проходить через Ізраїль двічі в рік, привертає до себе увагу великої кількості професійних орнітологів, орнітологів-аматорів і просто любителів природи. В сезон максимального прольоту птахів проводяться різні пов'язані з міграцією заходи, які привертають велику кількість учасників як з Ізраїлю, так і з інших країн. Одним з них є Міжнародний орнітологічний фестиваль в Галілеї, що проходить у заповіднику Ейн-Афек (в 2013 році пройшов вже в четвертий раз).
Ізраїльські організації, пов'язані з організацією туризму, в останні роки надають підтримку ініціативам екотуризму. У програму екотурів входять відвідування заповідників та національних парків (Гамла, долина Хули, Ейн-Геді, парк Тімна та інші), ботанічних садів, коралового рифу в Ейлаті, об'єктів світової культурної спадщини, а також сільськогосподарських і промислових підприємств, що використовують екологічні методи виробництва.